# Lijst van springspinnen P-Z
De lijst van springspinnen P-Z geeft een overzicht van alle wetenschappelijk beschreven soorten springspinnen (Salticidae) beginnende met de letters P t/m Z. Voor de overige namen, zie:
- Lijst van springspinnen A-G
- Lijst van springspinnen H-O

## Pachomius
Pachomius Peckham & Peckham, 1896
- Pachomius dybowskii (Taczanowski, 1871)
- Pachomius hadzji (Caporiacco, 1955)
- Pachomius maculosus (Chickering, 1946)
- Pachomius peckhamorum Galiano, 1994
- Pachomius sextus Galiano, 1994
- Pachomius villeta Galiano, 1994

## Pachyballus
Pachyballus Simon, 1900
- Pachyballus castaneus Simon, 1900
- Pachyballus cordiformis Berland & Millot, 1941
- Pachyballus flavipes Simon, 1910
  - Pachyballus flavipes aurantius Caporiacco, 1949
- Pachyballus gambeyi (Simon, 1880)
- Pachyballus oyo Wesolowska & A. Russell-Smith, 2011
- Pachyballus transversus Simon, 1900
- Pachyballus variegatus Lessert, 1925

## Pachyonomastus
Pachyonomastus Caporiacco, 1947
- Pachyonomastus kittenbergeri Caporiacco, 1947

## Pachypoessa
Pachypoessa Simon, 1902
- Pachypoessa lacertosa Simon, 1902
- Pachypoessa plebeja (L. Koch, 1875)

## Padilla
Padilla Peckham & Peckham, 1894
- Padilla ambigua Ledoux, 2007
- Padilla armata Peckham & Peckham, 1894
- Padilla astina Andriamalala, 2007
- Padilla boritandroka Andriamalala, 2007
- Padilla cornuta (Peckham & Peckham, 1885)
- Padilla foty Andriamalala, 2007
- Padilla graminicola Ledoux, 2007
- Padilla griswoldi Andriamalala, 2007
- Padilla javana Simon, 1900
- Padilla lavatandroka Andriamalala, 2007
- Padilla maingoka Andriamalala, 2007
- Padilla manjelatra Andriamalala, 2007
- Padilla mazavaloha Andriamalala, 2007
- Padilla mihaingo Andriamalala, 2007
- Padilla mitohy Andriamalala, 2007
- Padilla ngeroka Andriamalala, 2007
- Padilla ombimanga Andriamalala, 2007
- Padilla sartor Simon, 1900

## Palpelius
Palpelius Simon, 1903
- Palpelius albofasciatus Peckham & Peckham, 1907
- Palpelius arboreus Peckham & Peckham, 1907
- Palpelius beccarii (Thorell, 1881)
- Palpelius clarus Roewer, 1938
- Palpelius dearmatus (Thorell, 1881)
- Palpelius discedens Kulczyński, 1910
- Palpelius fuscoannulatus (Strand, 1911)
- Palpelius kuekenthali (Pocock, 1897)
- Palpelius namosi Berry, Beatty & Prószyński, 1996
- Palpelius nemoralis Peckham & Peckham, 1907
- Palpelius taveuniensis Patoleta, 2008
- Palpelius trigyrus Berry, Beatty & Prószyński, 1996
- Palpelius vanuaensis Patoleta, 2008
- Palpelius vitiensis Patoleta, 2008

## Panachraesta
Panachraesta Simon, 1900
- Panachraesta paludosa Simon, 1900

## Pancorius
Pancorius Simon, 1902
- Pancorius animosus Peckham & Peckham, 1907
- Pancorius armatus Jastrzebski, 2011
- Pancorius borneensis Simon, 1902
- Pancorius cadus Jastrzebski, 2011
- Pancorius changricus Żabka, 1990
- Pancorius cheni Peng & Li, 2008
- Pancorius crassipes (Karsch, 1881)
- Pancorius curtus (Simon, 1877)
- Pancorius dabanis (Hogg, 1922)
- Pancorius darjeelingianus Prószyński, 1992
- Pancorius dentichelis (Simon, 1899)
- Pancorius fasciatus Peckham & Peckham, 1907
- Pancorius goulufengensis Peng et al., 1998
- Pancorius hainanensis Song & Chai, 1991
- Pancorius hongkong Song et al., 1997
- Pancorius kaskiae Żabka, 1990
- Pancorius kohi Zhang, Song & Li, 2003
- Pancorius magniformis Żabka, 1990
- Pancorius magnus Żabka, 1985
- Pancorius minutus Żabka, 1985
- Pancorius naevius Simon, 1902
- Pancorius protervus (Simon, 1902)
- Pancorius relucens (Simon, 1901)
- Pancorius scoparius Simon, 1902
- Pancorius submontanus Prószyński, 1992
- Pancorius tagorei Prószyński, 1992
- Pancorius taiwanensis Bao & Peng, 2002
- Pancorius thorelli (Simon, 1899)
- Pancorius urnus Jastrzebski, 2011
- Pancorius wangdicus Żabka, 1990

## Pandisus
Pandisus Simon, 1900
- Pandisus decorus Wanless, 1980
- Pandisus indicus Prószyński, 1992
- Pandisus modestus (Peckham & Wheeler, 1889)
- Pandisus parvulus Wanless, 1980
- Pandisus sarae Wanless, 1980
- Pandisus scalaris Simon, 1900

## Panysinus
Panysinus Simon, 1901
- Panysinus grammicus Simon, 1902
- Panysinus nicholsoni (O. P.-Cambridge, 1899)
- Panysinus nitens Simon, 1901
- Panysinus semiargenteus (Simon, 1877)
- Panysinus semiermis Simon, 1902

## Paracyrba
Paracyrba Żabka & Kovac, 1996
- Paracyrba wanlessi Żabka & Kovac, 1996

## Paradamoetas
Paradamoetas Peckham & Peckham, 1885
- Paradamoetas carus (Peckham & Peckham, 1892)
- Paradamoetas changuinola Cutler, 1982
- Paradamoetas fontanus (Levi, 1951)
- Paradamoetas formicinus Peckham & Peckham, 1885

## Paradecta
Paradecta Bryant, 1950
- Paradecta darlingtoni Bryant, 1950
- Paradecta festiva Bryant, 1950
- Paradecta gratiosa Bryant, 1950
- Paradecta valida Bryant, 1950

## Paradescanso
Paradescanso Vellard, 1924
- Paradescanso fallax Vellard, 1924

## Parafluda
Parafluda Chickering, 1946
- Parafluda banksi Chickering, 1946

## Paraharmochirus
Paraharmochirus Szombathy, 1915
- Paraharmochirus monstrosus Szombathy, 1915

## Paraheliophanus
Paraheliophanus Clark & Benoit, 1977
- Paraheliophanus jeanae Clark & Benoit, 1977
- Paraheliophanus napoleon Clark & Benoit, 1977
- Paraheliophanus sanctaehelenae Clark & Benoit, 1977
- Paraheliophanus subinstructus (O. P.-Cambridge, 1873)

## Parahelpis
Parahelpis Gardzińska & Żabka, 2010
- Parahelpis abnormis (Żabka, 2002)
- Parahelpis smithae Gardzińska & Żabka, 2010

## Parajotus
Parajotus Peckham & Peckham, 1903
- Parajotus cinereus Wesolowska, 2004
- Parajotus obscurofemoratus Peckham & Peckham, 1903
- Parajotus refulgens Wesolowska, 2000

## Paramarpissa
Paramarpissa F. O. P.-Cambridge, 1901
- Paramarpissa albopilosa (Banks, 1902)
- Paramarpissa griswoldi Logunov & Cutler, 1999
- Paramarpissa laeta Logunov & Cutler, 1999
- Paramarpissa piratica (Peckham & Peckham, 1888)
- Paramarpissa sarta Logunov & Cutler, 1999
- Paramarpissa tibialis F. O. P.-Cambridge, 1901

## Paraneaetha
Paraneaetha Denis, 1947
- Paraneaetha diversa Denis, 1947

## Paraphidippus
Paraphidippus F. O. P.-Cambridge, 1901
- Paraphidippus aurantius (Lucas, 1833)
- Paraphidippus basalis (Banks, 1904)
- Paraphidippus disjunctus (Banks, 1898)
- Paraphidippus fartilis (Peckham & Peckham, 1888)
- Paraphidippus fulgidus (C. L. Koch, 1846)
- Paraphidippus funebris (Banks, 1898)
- Paraphidippus fuscipes (C. L. Koch, 1846)
- Paraphidippus incontestus (Banks, 1909)
- Paraphidippus inermis F. O. P.-Cambridge, 1901
- Paraphidippus laniipes F. O. P.-Cambridge, 1901
- Paraphidippus luteus (Peckham & Peckham, 1896)
- Paraphidippus mexicanus (Peckham & Peckham, 1888)
- Paraphidippus nigropilosus (Banks, 1898)
- Paraphidippus nitens (C. L. Koch, 1846)

## Paraphilaeus
Paraphilaeus Żabka, 2003
- Paraphilaeus daemeli (Keyserling, 1883)

## Paraplatoides
Paraplatoides Żabka, 1992
- Paraplatoides caledonicus (Berland, 1932)
- Paraplatoides christopheri Żabka, 1992
- Paraplatoides darwini Waldock, 2009
- Paraplatoides hirsti Żabka, 1992
- Paraplatoides longulus Żabka, 1992
- Paraplatoides niger Żabka, 1992
- Paraplatoides tenerrimus (L. Koch, 1879)

## Paraplexippus
Paraplexippus Franganillo, 1930
- Paraplexippus quadrisignatus Franganillo, 1930
- Paraplexippus sexsignatus Franganillo, 1930

## Parasaitis
Parasaitis Bryant, 1950
- Parasaitis femoralis Bryant, 1950

## Parathiodina
Parathiodina Bryant, 1943
- Parathiodina compta Bryant, 1943

## Parnaenus
Parnaenus Peckham & Peckham, 1896
- Parnaenus cuspidatus F. O. P.-Cambridge, 1901
- Parnaenus cyanidens (C. L. Koch, 1846)
- Parnaenus metallicus (C. L. Koch, 1846)

## Peckhamia
Peckhamia Simon, 1901
- Peckhamia americana (Peckham & Peckham, 1892)
- Peckhamia argentinensis Galiano, 1986
- Peckhamia picata (Hentz, 1846)
- Peckhamia prescotti Chickering, 1946
- Peckhamia scorpionia (Hentz, 1846)
- Peckhamia seminola Gertsch, 1936
- Peckhamia soesilae Makhan, 2006
- Peckhamia variegata (F. O. P.-Cambridge, 1900)

## Pelegrina
Pelegrina Franganillo, 1930
- Pelegrina aeneola (Curtis, 1892)
- Pelegrina arizonensis (Peckham & Peckham, 1901)
- Pelegrina balia Maddison, 1996
- Pelegrina bicuspidata (F. O. P.-Cambridge, 1901)
- Pelegrina bunites Maddison, 1996
- Pelegrina chaimona Maddison, 1996
- Pelegrina chalceola Maddison, 1996
- Pelegrina clavator Maddison, 1996
- Pelegrina clemata (Levi & Levi, 1951)
- Pelegrina dithalea Maddison, 1996
- Pelegrina edrilana Maddison, 1996
- Pelegrina exigua (Banks, 1892)
- Pelegrina flaviceps (Kaston, 1973)
- Pelegrina flavipes (Peckham & Peckham, 1888)
- Pelegrina furcata (F. O. P.-Cambridge, 1901)
- Pelegrina galathea (Walckenaer, 1837)
- Pelegrina helenae (Banks, 1921)
- Pelegrina huachuca Maddison, 1996
- Pelegrina insignis (Banks, 1892)
- Pelegrina kastoni Maddison, 1996
- Pelegrina montana (Emerton, 1891)
- Pelegrina morelos Maddison, 1996
- Pelegrina neoleonis Maddison, 1996
- Pelegrina ochracea (F. O. P.-Cambridge, 1901)
- Pelegrina orestes Maddison, 1996
- Pelegrina pallidata (F. O. P.-Cambridge, 1901)
- Pelegrina peckhamorum (Kaston, 1973)
- Pelegrina pervaga (Peckham & Peckham, 1909)
- Pelegrina proterva (Walckenaer, 1837)
- Pelegrina proxima (Peckham & Peckham, 1901)
- Pelegrina sabinema Maddison, 1996
- Pelegrina sandaracina Maddison, 1996
- Pelegrina tillandsiae (Kaston, 1973)
- Pelegrina tristis Maddison, 1996
- Pelegrina variegata (F. O. P.-Cambridge, 1901)
- Pelegrina verecunda (Chamberlin & Gertsch, 1930)
- Pelegrina volcana Maddison, 1996
- Pelegrina yucatecana Maddison, 1996

## Pellenes
Pellenes Simon, 1876
- Pellenes aethiopicus Strand, 1906
- Pellenes albopilosus (Tyschchenko, 1965)
- Pellenes allegrii Caporiacco, 1935
- Pellenes amazonka Logunov, Marusik & Rakov, 1999
- Pellenes apacheus Lowrie & Gertsch, 1955
- Pellenes arciger (Walckenaer, 1837)
- Pellenes badkhyzicus Logunov, Marusik & Rakov, 1999
- Pellenes beani Peckham & Peckham, 1903
- Pellenes bitaeniata (Keyserling, 1882)
- Pellenes bonus Logunov, Marusik & Rakov, 1999
- Pellenes borisi Logunov, Marusik & Rakov, 1999
- Pellenes brevis (Simon, 1868)
- Pellenes bulawayoensis Wesolowska, 2000
- Pellenes canosus Simon, 1937
- Pellenes cinctipes (Banks, 1898)
- Pellenes cingulatus Wesolowska & Russell-Smith, 2000
- Pellenes corticolens Chamberlin, 1924
- Pellenes crandalli Lowrie & Gertsch, 1955
- Pellenes dahli Lessert, 1915
- Pellenes denisi Schenkel, 1963
- Pellenes diagonalis (Simon, 1868)
- Pellenes dilutus Logunov, 1995
- Pellenes durieui (Lucas, 1846)
- Pellenes dyali Roewer, 1951
- Pellenes epularis (O. P.-Cambridge, 1872)
- Pellenes flavipalpis (Lucas, 1853)
- Pellenes frischi (Audouin, 1826)
- Pellenes geniculatus (Simon, 1868)
  - Pellenes geniculatus subsultans (Simon, 1868)
- Pellenes gerensis Hu, 2001
- Pellenes gobiensis Schenkel, 1936
- Pellenes grammaticus Chamberlin, 1925
- Pellenes hadaensis Prószyński, 1993
- Pellenes hedjazensis Prószyński, 1993
- Pellenes iforhasorum Berland & Millot, 1941
- Pellenes ignifrons (Grube, 1861)
- Pellenes inexcultus (O. P.-Cambridge, 1873)
- Pellenes karakumensis Logunov, Marusik & Rakov, 1999
- Pellenes laevigatus (Simon, 1868)
- Pellenes lagrecai Cantarella & Alicata, 2002
- Pellenes lapponicus (Sundevall, 1833)
- Pellenes levaillanti (Lucas, 1846)
- Pellenes levii Lowrie & Gertsch, 1955
- Pellenes limatus Peckham & Peckham, 1901
- Pellenes limbatus Kulczyński, 1895
- Pellenes logunovi Marusik, Hippa & Koponen, 1996
- Pellenes longimanus Emerton, 1913
- Pellenes lucidus Logunov & Zamanpoore, 2005
- Pellenes luculentus Wesolowska & van Harten, 2007
- Pellenes maderianus Kulczyński, 1905
- Pellenes marionis (Schmidt & Krause, 1994)
- Pellenes mimicus Strand, 1906
- Pellenes minimus (Caporiacco, 1933)
- Pellenes modicus Wesolowska & Russell-Smith, 2000
- Pellenes montanus (Emerton, 1894)
- Pellenes moreanus Metzner, 1999
- Pellenes negevensis Prószyński, 2000
- Pellenes nigrociliatus (Simon, 1875)
- Pellenes obliquostriatus Caporiacco, 1940
- Pellenes pamiricus Logunov, Marusik & Rakov, 1999
- Pellenes peninsularis Emerton, 1925
- Pellenes perexcultus Clark & Benoit, 1977
- Pellenes pseudobrevis Logunov, Marusik & Rakov, 1999
- Pellenes pulcher Logunov, 1995
- Pellenes purcelli Lessert, 1915
- Pellenes rufoclypeatus Peckham & Peckham, 1903
- Pellenes seriatus (Thorell, 1875)
- Pellenes shoshonensis Gertsch, 1934
- Pellenes sibiricus Logunov & Marusik, 1994
- Pellenes siculus Alicata & Cantarella, 2000
- Pellenes stepposus (Logunov, 1991)
- Pellenes striolatus Wesolowska & van Harten, 2002
- Pellenes sytchevskayae Logunov, Marusik & Rakov, 1999
- Pellenes tharinae Wesolowska, 2006
- Pellenes tocharistanus Andreeva, 1976
- Pellenes tripunctatus (Walckenaer, 1802)
- Pellenes turkmenicus Logunov, Marusik & Rakov, 1999
- Pellenes unipunctus Saito, 1937
- Pellenes univittatus (Caporiacco, 1939)
- Pellenes vanharteni Wesolowska, 1998
- Pellenes washonus Lowrie & Gertsch, 1955
- Pellenes wrighti Lowrie & Gertsch, 1955

## Pellolessertia
Pellolessertia Strand, 1929
- Pellolessertia castanea (Lessert, 1927)

## Penionomus
Penionomus Simon, 1903
- Penionomus dispar (Simon, 1889)
- Penionomus dyali Roewer, 1951
- Penionomus longipalpis (Simon, 1889)

## Pensacola
Pensacola Peckham & Peckham, 1885
- Pensacola castanea Simon, 1902
- Pensacola cyaneochirus Simon, 1902
- Pensacola darlingtoni Bryant, 1943
- Pensacola electa Bryant, 1943
- Pensacola gaujoni Simon, 1902
- Pensacola maxillosa Bryant, 1943
- Pensacola montana Bryant, 1943
- Pensacola murina Simon, 1902
- Pensacola ornata Simon, 1902
- Pensacola peckhami Bryant, 1943
- Pensacola poecilocilia Caporiacco, 1955
- Pensacola radians (Peckham & Peckham, 1896)
- Pensacola signata Peckham & Peckham, 1885
- Pensacola sylvestris (Peckham & Peckham, 1896)
- Pensacola tuberculotibiata Caporiacco, 1955

## Pensacolops
Pensacolops Bauab, 1983
- Pensacolops rubrovittata Bauab, 1983

## Peplometus
Peplometus Simon, 1900
- Peplometus biscutellatus (Simon, 1887)
- Peplometus chlorophthalmus Simon, 1900

## Phaeacius
Phaeacius Simon, 1900
- Phaeacius alabangensis Wijesinghe, 1991
- Phaeacius azarkinae Prószyński & Deeleman-Reinhold, 2010
- Phaeacius biramosus Wijesinghe, 1991
- Phaeacius canalis Wanless, 1981
- Phaeacius fimbriatus Simon, 1900
- Phaeacius lancearius (Thorell, 1895)
- Phaeacius leytensis Wijesinghe, 1991
- Phaeacius mainitensis Barrion & Litsinger, 1995
- Phaeacius malayensis Wanless, 1981
- Phaeacius saxicola Wanless, 1981
- Phaeacius wanlessi Wijesinghe, 1991
- Phaeacius yixin Zhang & Li, 2005
- Phaeacius yunnanensis Peng & Kim, 1998

## Phanias
Phanias F. O. P.-Cambridge, 1901
- Phanias albeolus (Chamberlin & Ivie, 1941)
- Phanias concoloratus (Chamberlin & Gertsch, 1930)
- Phanias distans Banks, 1924
- Phanias dominatus (Chamberlin & Ivie, 1941)
- Phanias flavostriatus F. O. P.-Cambridge, 1901
- Phanias furcifer (Gertsch, 1936)
- Phanias furcillatus (F. O. P.-Cambridge, 1901)
- Phanias harfordi (Peckham & Peckham, 1888)
- Phanias monticola (Banks, 1895)
- Phanias neomexicanus (Banks, 1901)
- Phanias salvadorensis Kraus, 1955
- Phanias watonus (Chamberlin & Ivie, 1941)

## Pharacocerus
Pharacocerus Simon, 1902
- Pharacocerus castaneiceps Simon, 1910
- Pharacocerus ebenauensis Strand, 1908
- Pharacocerus ephippiatus (Thorell, 1899)
- Pharacocerus fagei Berland & Millot, 1941
  - Pharacocerus fagei soudanensis Berland & Millot, 1941
  - Pharacocerus fagei verdieri Berland & Millot, 1941
- Pharacocerus rubrocomatus Simon, 1910
- Pharacocerus sessor Simon, 1902
- Pharacocerus xanthopogon Simon, 1903

## Phaulostylus
Phaulostylus Simon, 1902
- Phaulostylus furcifer Simon, 1902
- Phaulostylus grammicus Simon, 1902
- Phaulostylus grandidieri Simon, 1902
- Phaulostylus leucolophus Simon, 1902

## Phausina
Phausina Simon, 1902
- Phausina bivittata Simon, 1902
- Phausina flavofrenata Simon, 1902
- Phausina guttipes Simon, 1902
- Phausina leucopogon Simon, 1905

## Phiale
Phiale C. L. Koch, 1846
- Phiale aschnae Makhan, 2006
- Phiale bicuspidata (F. O. P.-Cambridge, 1901)
- Phiale bilobata (F. O. P.-Cambridge, 1901)
- Phiale bipunctata Mello-Leitão, 1947
- Phiale bisignata (F. O. P.-Cambridge, 1901)
- Phiale bryantae Roewer, 1951
- Phiale bulbosa (F. O. P.-Cambridge, 1901)
- Phiale crocea C. L. Koch, 1846
- Phiale cruentata (Walckenaer, 1837)
- Phiale cubana Roewer, 1951
- Phiale elegans (F. O. P.-Cambridge, 1901)
- Phiale flavescens (Peckham & Peckham, 1896)
- Phiale formosa (Banks, 1909)
- Phiale geminata (F. O. P.-Cambridge, 1901)
- Phiale gratiosa C. L. Koch, 1846
- Phiale guttata (C. L. Koch, 1846)
- Phiale hieroglyphica (F. O. P.-Cambridge, 1901)
- Phiale huadquinae Chamberlin, 1916
- Phiale laticava (F. O. P.-Cambridge, 1901)
- Phiale lehmanni Strand, 1908
- Phiale longibarba (Mello-Leitão, 1943)
- Phiale mediocava (F. O. P.-Cambridge, 1901)
- Phiale mimica (C. L. Koch, 1846)
- Phiale niveoguttata (F. O. P.-Cambridge, 1901)
- Phiale ortrudae Galiano, 1981
- Phiale pallida (F. O. P.-Cambridge, 1901)
- Phiale quadrimaculata (Walckenaer, 1837)
- Phiale radians (Blackwall, 1862)
- Phiale roburifoliata Holmberg, 1875
- Phiale rubriceps (Taczanowski, 1871)
- Phiale septemguttata (Taczanowski, 1871)
- Phiale similis (Peckham & Peckham, 1896)
- Phiale simplicicava (F. O. P.-Cambridge, 1901)
- Phiale tristis Mello-Leitão, 1945
- Phiale virgo C. L. Koch, 1846

## Phidippus
Phidippus C. L. Koch, 1846
- Phidippus adonis Edwards, 2004
- Phidippus adumbratus Gertsch, 1934
- Phidippus aeneidens Taczanowski, 1878
- Phidippus albocinctus Caporiacco, 1947
- Phidippus albulatus F. O. P.-Cambridge, 1901
- Phidippus amans Edwards, 2004
- Phidippus apacheanus Chamberlin & Gertsch, 1929
- Phidippus ardens Peckham & Peckham, 1901
- Phidippus arizonensis (Peckham & Peckham, 1883)
- Phidippus asotus Chamberlin & Ivie, 1933
- Phidippus audax (Hentz, 1845)
- Phidippus aureus Edwards, 2004
- Phidippus bengalensis Tikader, 1977
- Phidippus bhimrakshiti Gajbe, 2004
- Phidippus bidentatus F. O. P.-Cambridge, 1901
- Phidippus birabeni Mello-Leitão, 1944
- Phidippus boei Edwards, 2004
- Phidippus borealis Banks, 1895
- Phidippus calcuttaensis Biswas, 1984
- Phidippus californicus Peckham & Peckham, 1901
- Phidippus cardinalis (Hentz, 1845)
- Phidippus carneus Peckham & Peckham, 1896
- Phidippus carolinensis Peckham & Peckham, 1909
- Phidippus cerberus Edwards, 2004
- Phidippus clarus Keyserling, 1885
- Phidippus comatus Peckham & Peckham, 1901
- Phidippus concinnus Gertsch, 1934
- Phidippus cruentus F. O. P.-Cambridge, 1901
- Phidippus cryptus Edwards, 2004
- Phidippus dianthus Edwards, 2004
- Phidippus exlineae Caporiacco, 1955
- Phidippus felinus Edwards, 2004
- Phidippus georgii Peckham & Peckham, 1896
- Phidippus guianensis Caporiacco, 1947
- Phidippus hingstoni Mello-Leitão, 1948
- Phidippus insignarius C. L. Koch, 1846
- Phidippus johnsoni (Peckham & Peckham, 1883)
- Phidippus kastoni Edwards, 2004
- Phidippus khandalaensis Tikader, 1977
- Phidippus lynceus Edwards, 2004
- Phidippus maddisoni Edwards, 2004
- Phidippus majumderi Biswas, 1999
- Phidippus mimicus Edwards, 2004
- Phidippus morpheus Edwards, 2004
- Phidippus mystaceus (Hentz, 1846)
- Phidippus nikites Chamberlin & Ivie, 1935
- Phidippus octopunctatus (Peckham & Peckham, 1883)
- Phidippus olympus Edwards, 2004
- Phidippus otiosus (Hentz, 1846)
- Phidippus phoenix Edwards, 2004
- Phidippus pius Scheffer, 1905
- Phidippus pompatus Edwards, 2004
- Phidippus princeps (Peckham & Peckham, 1883)
- Phidippus pruinosus Peckham & Peckham, 1909
- Phidippus pulcherrimus Keyserling, 1885
- Phidippus punjabensis Tikader, 1974
- Phidippus purpuratus Keyserling, 1885
- Phidippus putnami (Peckham & Peckham, 1883)
- Phidippus regius C. L. Koch, 1846
- Phidippus richmani Edwards, 2004
- Phidippus tenuis (Kraus, 1955)
- Phidippus texanus Banks, 1906
- Phidippus tigris Edwards, 2004
- Phidippus tirapensis Biswas & Biswas, 2006
- Phidippus toro Edwards, 1978
- Phidippus tux Pinter, 1970
- Phidippus tyrannus Edwards, 2004
- Phidippus tyrrelli Peckham & Peckham, 1901
- Phidippus ursulus Edwards, 2004
- Phidippus venus Edwards, 2004
- Phidippus vexans Edwards, 2004
- Phidippus whitmani Peckham & Peckham, 1909
- Phidippus workmani Peckham & Peckham, 1901
- Phidippus yashodharae Tikader, 1977
- Phidippus zebrinus Mello-Leitão, 1945
- Phidippus zethus Edwards, 2004

## Philaeus
Philaeus Thorell, 1869
- Philaeus albovariegatus (Simon, 1868)
- Philaeus chrysops (Poda, 1761)
- Philaeus corrugatulus Strand, 1917
- Philaeus daoxianensis Peng, Gong & Kim, 2000
- Philaeus fallax (Lucas, 1846)
- Philaeus jugatus (L. Koch, 1856)
- Philaeus pacificus Banks, 1902
- Philaeus raribarbis Denis, 1955
- Philaeus ruber Peckham & Peckham, 1885
- Philaeus stellatus Franganillo, 1910
- Philaeus steudeli Strand, 1906
- Philaeus superciliosus Bertkau, 1883
- Philaeus varicus (Simon, 1868)

## Philates
Philates Simon, 1900
- Philates chelifer (Simon, 1900)
- Philates courti (Żabka, 1999)
- Philates grammicus Simon, 1900
- Philates platnicki (Żabka, 1999)
- Philates proszynskii (Żabka, 1999)
- Philates rafalskii (Żabka, 1999)
- Philates szutsi Benjamin, 2004
- Philates thaleri Benjamin, 2004
- Philates variratae (Żabka, 1999)
- Philates zschokkei Benjamin, 2004

## Phintella
Phintella Strand, in Bösenberg & Strand, 1906
- Phintella abnormis (Bösenberg & Strand, 1906)
- Phintella accentifera (Simon, 1901)
- Phintella aequipeiformis Żabka, 1985
- Phintella aequipes (Peckham & Peckham, 1903)
  - Phintella aequipes minor (Lessert, 1925)
- Phintella africana Wesolowska & Tomasiewicz, 2008
- Phintella arenicolor (Grube, 1861)
- Phintella argenteola (Simon, 1903)
- Phintella assamica Prószyński, 1992
- Phintella bifurcata Prószyński, 1992
- Phintella bifurcilinea (Bösenberg & Strand, 1906)
- Phintella bunyiae Barrion & Litsinger, 1995
- Phintella caledoniensis Patoleta, 2009
- Phintella castriesiana (Grube, 1861)
- Phintella cavaleriei (Schenkel, 1963)
- Phintella clathrata (Thorell, 1895)
- Phintella coonooriensis Prószyński, 1992
- Phintella debilis (Thorell, 1891)
- Phintella dives (Simon, 1899)
- Phintella hainani Song, Gu & Chen, 1988
- Phintella incerta Wesolowska & Russell-Smith, 2000
- Phintella indica (Simon, 1901)
- Phintella leucaspis (Simon, 1903)
- Phintella linea (Karsch, 1879)
- Phintella lucai Żabka, 1985
- Phintella lucida Wesolowska & Tomasiewicz, 2008
- Phintella lunda Wesolowska, 2010
- Phintella macrops (Simon, 1901)
- Phintella multimaculata (Simon, 1901)
- Phintella mussooriensis Prószyński, 1992
- Phintella nilgirica Prószyński, 1992
- Phintella parva (Wesolowska, 1981)
- Phintella piatensis Barrion & Litsinger, 1995
- Phintella planiceps Berry, Beatty & Prószyński, 1996
- Phintella popovi (Prószyński, 1979)
- Phintella pygmaea (Wesolowska, 1981)
- Phintella reinhardti (Thorell, 1891)
- Phintella suavis (Simon, 1885)
- Phintella suknana Prószyński, 1992
- Phintella versicolor (C. L. Koch, 1846)
- Phintella vittata (C. L. Koch, 1846)
- Phintella volupe (Karsch, 1879)

## Phlegra
Phlegra Simon, 1876
- Phlegra abessinica Strand, 1906
- Phlegra albostriata Simon, 1901
- Phlegra amitaii Prószyński, 1998
- Phlegra andreevae Logunov, 1996
- Phlegra arborea Wesolowska & Haddad, 2009
- Phlegra atra Wesolowska & Tomasiewicz, 2008
- Phlegra bairstowi Simon, 1886
- Phlegra bicognata Azarkina, 2004
- Phlegra bifurcata Schmidt & Piepho, 1994
- Phlegra bresnieri (Lucas, 1846)
  - Phlegra bresnieri meridionalis Strand, 1906
- Phlegra certa Wesolowska & Haddad, 2009
- Phlegra chrysops Simon, 1890
- Phlegra cinereofasciata (Simon, 1868)
- Phlegra crumena Próchniewicz & Heciak, 1994
- Phlegra desquamata Strand, 1906
- Phlegra dhakuriensis (Tikader, 1974)
- Phlegra dimentmani Prószyński, 1998
- Phlegra dunini Azarkina, 2004
- Phlegra etosha Logunov & Azarkina, 2006
- Phlegra fasciata (Hahn, 1826)
- Phlegra ferberorum Prószyński, 1998
- Phlegra flavipes Denis, 1947
- Phlegra fulvastra (Simon, 1868)
- Phlegra fulvotrilineata (Lucas, 1846)
- Phlegra gagnoa Logunov & Azarkina, 2006
- Phlegra hentzi (Marx, 1890)
- Phlegra imperiosa Peckham & Peckham, 1903
- Phlegra insulana Schmidt & Krause, 1998
- Phlegra jacksoni Prószyński, 1998
- Phlegra karoo Wesolowska, 2006
- Phlegra kulczynskii Azarkina, 2004
- Phlegra langanoensis Wesolowska & Tomasiewicz, 2008
- Phlegra levis Próchniewicz & Heciak, 1994
- Phlegra levyi Prószyński, 1998
- Phlegra lineata (C. L. Koch, 1846)
- Phlegra logunovi Azarkina, 2004
- Phlegra loripes Simon, 1876
- Phlegra lugubris Berland & Millot, 1941
- Phlegra memorialis (O. P.-Cambridge, 1876)
- Phlegra micans Simon, 1901
- Phlegra nitidiventris (Lucas, 1846)
- Phlegra nuda Próchniewicz & Heciak, 1994
- Phlegra obscurimagna Azarkina, 2004
- Phlegra palestinensis Logunov, 1996
- Phlegra particeps (O. P.-Cambridge, 1872)
- Phlegra parvula Wesolowska & Russell-Smith, 2000
- Phlegra pisarskii Żabka, 1985
- Phlegra pori Prószyński, 1998
- Phlegra procera Wesolowska & Cumming, 2008
- Phlegra profuga Logunov, 1996
- Phlegra proxima Denis, 1947
- Phlegra pusilla Wesolowska & van Harten, 1994
- Phlegra rogenhoferi (Simon, 1868)
- Phlegra rothi Prószyński, 1998
- Phlegra samchiensis Prószyński, 1978
- Phlegra sapphirina (Thorell, 1875)
- Phlegra semipullata Simon, 1901
- Phlegra shulovi Prószyński, 1998
- Phlegra sierrana (Simon, 1868)
- Phlegra simoni L. Koch, 1882
- Phlegra simplex Wesolowska & Russell-Smith, 2000
- Phlegra sogdiana Charitonov, 1946
- Phlegra solitaria Wesolowska & Tomasiewicz, 2008
- Phlegra soudanica Berland & Millot, 1941
- Phlegra stephaniae Prószyński, 1998
- Phlegra suaverubens Simon, 1886
- Phlegra swanii Mushtaq, Beg & Waris, 1995
- Phlegra tenella Wesolowska, 2006
- Phlegra tetralineata (Caporiacco, 1939)
- Phlegra theseusi Logunov, 2001
- Phlegra thibetana Simon, 1901
- Phlegra tillyae Prószyński, 1998
- Phlegra touba Logunov & Azarkina, 2006
- Phlegra tristis Lessert, 1927
- Phlegra varia Wesolowska & Russell-Smith, 2000
- Phlegra v-epigynalis Heçiak & Prószyński, 1998
- Phlegra yaelae Prószyński, 1998
- Phlegra yuzhongensis Yang & Tang, 1996

## Phyaces
Phyaces Simon, 1902
- Phyaces comosus Simon, 1902

## Pignus
Pignus Wesolowska, 2000
- Pignus lautissimum Wesolowska & Russell-Smith, 2000
- Pignus pongola Wesolowska & Haddad, 2009
- Pignus simoni (Peckham & Peckham, 1903)

## Pilia
Pilia Simon, 1902
- Pilia albicoma Szombathy, 1915
- Pilia escheri Reimoser, 1934
- Pilia saltabunda Simon, 1902

## Piranthus
Piranthus Thorell, 1895
- Piranthus casteti Simon, 1900
- Piranthus decorus Thorell, 1895

## Planiemen
Planiemen Wesolowska & van Harten, 2007
- Planiemen rotundus (Wesolowska & van Harten, 1994)

## Platycryptus
Platycryptus Hill, 1979
- Platycryptus arizonensis (Barnes, 1958)
- Platycryptus californicus (Peckham & Peckham, 1888)
- Platycryptus magnus (Peckham & Peckham, 1894)
- Platycryptus undatus (De Geer, 1778)

## Platypsecas
Platypsecas Caporiacco, 1955
- Platypsecas razzabonii Caporiacco, 1955

## Plesiopiuka
Plesiopiuka Ruiz, 2010
- Plesiopiuka simplex Ruiz, 2010

## Plexippoides
Plexippoides Prószyński, 1984
- Plexippoides annulipedis (Saito, 1939)
- Plexippoides arkit Logunov & Rakov, 1998
- Plexippoides cornutus Xie & Peng, 1993
- Plexippoides digitatus Peng & Li, 2002
- Plexippoides dilucidus Próchniewicz, 1990
- Plexippoides discifer (Schenkel, 1953)
- Plexippoides doenitzi (Karsch, 1879)
- Plexippoides flavescens (O. P.-Cambridge, 1872)
- Plexippoides gestroi (Dalmas, 1920)
- Plexippoides jinlini Yang, Zhu & Song, 2006
- Plexippoides longus Zhu et al., 2005
- Plexippoides meniscatus Yang, Zhu & Song, 2006
- Plexippoides nishitakensis (Strand, 1907)
- Plexippoides potanini Prószyński, 1984
- Plexippoides regius Wesolowska, 1981
- Plexippoides regiusoides Peng & Li, 2008
- Plexippoides szechuanensis Logunov, 1993
- Plexippoides tristis Próchniewicz, 1990
- Plexippoides validus Xie & Yin, 1991
- Plexippoides zhangi Peng et al., 1998

## Plexippus
Plexippus C. L. Koch, 1846
- Plexippus andamanensis (Tikader, 1977)
- Plexippus aper Thorell, 1881
- Plexippus auberti Lessert, 1925
- Plexippus baro Wesolowska & Tomasiewicz, 2008
- Plexippus bhutani Żabka, 1990
- Plexippus brachypus Thorell, 1881
- Plexippus calcutaensis (Tikader, 1974)
- Plexippus clemens (O. P.-Cambridge, 1872)
- Plexippus coccinatus Thorell, 1895
- Plexippus devorans (O. P.-Cambridge, 1872)
- Plexippus fannae (Peckham & Peckham, 1896)
- Plexippus frendens Thorell, 1881
- Plexippus fuscus Rollard & Wesolowska, 2002
- Plexippus incognitus Dönitz & Strand, 1906
- Plexippus insulanus Thorell, 1881
- Plexippus iranus Logunov, 2009
- Plexippus kondarensis (Charitonov, 1951)
- Plexippus lutescens Wesolowska, 2011
- Plexippus luteus Badcock, 1932
- Plexippus minor Wesolowska & van Harten, 2010
- Plexippus niccensis Strand, 1906
- Plexippus ochropsis Thorell, 1881
- Plexippus paykulli (Audouin, 1826)
  - Plexippus paykulli nigrescens (Berland, 1933)
- Plexippus perfidus Thorell, 1895
- Plexippus petersi (Karsch, 1878)
- Plexippus phyllus Karsch, 1878
- Plexippus pokharae Żabka, 1990
- Plexippus redimitus Simon, 1902
- Plexippus robustus (Bösenberg & Lenz, 1895)
- Plexippus rubrogularis Simon, 1902
- Plexippus seladonicus C. L. Koch, 1846
- Plexippus setipes Karsch, 1879
- Plexippus stridulator Pocock, 1899
- Plexippus taeniatus C. L. Koch, 1846
- Plexippus tortilis Simon, 1902
- Plexippus tsholotsho Wesolowska, 2011
- Plexippus wesolowskae Biswas & Raychaudhuri, 1998
- Plexippus yinae Peng & Li, 2003
- Plexippus zabkai Biswas, 1999

## Pochyta
Pochyta Simon, 1901
- Pochyta albimana Simon, 1902
- Pochyta fastibilis Simon, 1903
- Pochyta insulana Simon, 1910
- Pochyta major Simon, 1902
- Pochyta moschensis Caporiacco, 1947
- Pochyta occidentalis Simon, 1902
- Pochyta pannosa Simon, 1903
- Pochyta perezi Berland & Millot, 1941
- Pochyta poissoni Berland & Millot, 1941
- Pochyta pulchra (Thorell, 1899)
- Pochyta remyi Berland & Millot, 1941
- Pochyta simoni Lessert, 1925
- Pochyta solers Peckham & Peckham, 1903
- Pochyta spinosa Simon, 1901

## Poecilorchestes
Poecilorchestes Simon, 1901
- Poecilorchestes decoratus Simon, 1901

## Poessa
Poessa Simon, 1902
- Poessa argenteofrenata Simon, 1902

## Polemus
Polemus Simon, 1902
- Polemus chrysochirus Simon, 1902
- Polemus galeatus Simon, 1902

## Porius
Porius Thorell, 1892
- Porius decempunctatus (Szombathy, 1915)
- Porius papuanus (Thorell, 1881)

## Portia
Portia Karsch, 1878
- Portia africana (Simon, 1886)
- Portia albimana (Simon, 1900)
- Portia assamensis Wanless, 1978
- Portia crassipalpis (Peckham & Peckham, 1907)
- Portia fimbriata (Doleschall, 1859)
- Portia heteroidea Xie & Yin, 1991
- Portia hoggi Żabka, 1985
- Portia jianfeng Song & Zhu, 1998
- Portia labiata (Thorell, 1887)
- Portia orientalis Murphy & Murphy, 1983
- Portia quei Żabka, 1985
- Portia schultzi Karsch, 1878
- Portia songi Tang & Yang, 1997
- Portia strandi Caporiacco, 1941
- Portia taiwanica Zhang & Li, 2005
- Portia wui Peng & Li, 2002
- Portia zhaoi Peng, Li & Chen, 2003

## Poultonella
Poultonella Peckham & Peckham, 1909
- Poultonella alboimmaculata (Peckham & Peckham, 1883)
- Poultonella nuecesensis Cokendolpher & Horner, 1978

## Pristobaeus
Pristobaeus Simon, 1902
- Pristobaeus jocosus Simon, 1902

## Proctonemesia
Proctonemesia Bauab & Soares, 1978
- Proctonemesia multicaudata Bauab & Soares, 1978
- Proctonemesia secunda (Soares & Camargo, 1948)

## Prostheclina
Prostheclina Keyserling, 1882
- Prostheclina amplior Richardson & Żabka, 2007
- Prostheclina basilonesa Richardson & Żabka, 2007
- Prostheclina boreoaitha Richardson & Żabka, 2007
- Prostheclina boreoxantha Richardson & Żabka, 2007
- Prostheclina bulburin Richardson & Żabka, 2007
- Prostheclina eungella Richardson & Żabka, 2007
- Prostheclina pallida Keyserling, 1882

## Proszynskiana
Proszynskiana Logunov, 1996
- Proszynskiana aeluriforma Logunov & Rakov, 1998
- Proszynskiana deserticola Logunov, 1996
- Proszynskiana iranica Logunov, 1996
- Proszynskiana starobogatovi Logunov, 1996
- Proszynskiana zonshteini Logunov, 1996

## Psecas
Psecas C. L. Koch, 1850
- Psecas bacelarae Caporiacco, 1947
- Psecas barbaricus (Peckham & Peckham, 1894)
- Psecas bubo (Taczanowski, 1871)
- Psecas chapoda (Peckham & Peckham, 1894)
- Psecas chrysogrammus (Simon, 1901)
- Psecas cyaneus (C. L. Koch, 1846)
- Psecas euoplus Chamberlin & Ivie, 1936
- Psecas jaguatirica Mello-Leitão, 1941
- Psecas pulcher Badcock, 1932
- Psecas rubrostriatus Schmidt, 1956
- Psecas sumptuosus (Perty, 1833)
- Psecas vellutinus Mello-Leitão, 1948
- Psecas viridipurpureus (Simon, 1901)
- Psecas zonatus Galiano, 1963

## Pselcis
Pselcis Simon, 1903
- Pselcis latefasciata (Simon, 1877)

## Pseudamycus
Pseudamycus Simon, 1885
- Pseudamycus albomaculatus (Hasselt, 1882)
- Pseudamycus amabilis Peckham & Peckham, 1907
- Pseudamycus bhutani Żabka, 1990
- Pseudamycus canescens Simon, 1899
- Pseudamycus evarchanus Strand, 1915
- Pseudamycus flavopubescens Simon, 1899
- Pseudamycus hasselti Żabka, 1985
- Pseudamycus himalaya (Tikader, 1967)
- Pseudamycus sylvestris Peckham & Peckham, 1907
- Pseudamycus validus (Thorell, 1877)

## Pseudattulus
Pseudattulus Caporiacco, 1947
- Pseudattulus beieri Caporiacco, 1955
- Pseudattulus kratochvili Caporiacco, 1947

## Pseudemathis
Pseudemathis Simon, 1902
- Pseudemathis trifida Simon, 1902

## Pseudeuophrys
Pseudeuophrys Dahl, 1912
- Pseudeuophrys erratica (Walckenaer, 1826)
- Pseudeuophrys iwatensis (Bohdanowicz & Prószyński, 1987)
- Pseudeuophrys lanigera (Simon, 1871)
- Pseudeuophrys nebrodensis Alicata & Cantarella, 2000
- Pseudeuophrys obsoleta (Simon, 1868)
- Pseudeuophrys pallidipes Dobroruka, 2002
- Pseudeuophrys pascualis (O. P.-Cambridge, 1872)
- Pseudeuophrys vafra (Blackwall, 1867)

## Pseudicius
Pseudicius Simon, 1885
- Pseudicius admirandus Logunov, 2007
- Pseudicius adustus Wesolowska, 2006
- Pseudicius afghanicus (Andreeva, Heciak & Prószyński, 1984)
- Pseudicius africanus Peckham & Peckham, 1903
- Pseudicius alter Wesolowska, 2000
- Pseudicius amicus Prószyński, 2000
- Pseudicius andamanius (Tikader, 1977)
- Pseudicius arabicus (Wesolowska & van Harten, 1994)
- Pseudicius athleta Wesolowska, 2011
- Pseudicius badius (Simon, 1868)
- Pseudicius bipunctatus Peckham & Peckham, 1903
- Pseudicius braunsi Peckham & Peckham, 1903
- Pseudicius cambridgei Prószyński & Zochowska, 1981
- Pseudicius chinensis Logunov, 1995
- Pseudicius cinctus (O. P.-Cambridge, 1885)
- Pseudicius courtauldi Bristowe, 1935
- Pseudicius cultrifer Caporiacco, 1948
- Pseudicius daitaricus Prószyński, 1992
- Pseudicius datuntatus Logunov & Zamanpoore, 2005
- Pseudicius decemnotatus Simon, 1885
- Pseudicius delesserti Caporiacco, 1941
- Pseudicius deletus (O. P.-Cambridge, 1885)
- Pseudicius dependens Haddad & Wesolowska, 2011
- Pseudicius elegans Wesolowska & Cumming, 2008
- Pseudicius elmenteitae Caporiacco, 1949
- Pseudicius encarpatus (Walckenaer, 1802)
- Pseudicius espereyi Fage, 1921
- Pseudicius eximius Wesolowska & Russell-Smith, 2000
- Pseudicius fayda Wesolowska & van Harten, 2010
- Pseudicius flavipes (Caporiacco, 1935)
- Pseudicius frigidus (O. P.-Cambridge, 1885)
- Pseudicius ghesquieri (Giltay, 1935)
- Pseudicius gracilis Haddad & Wesolowska, 2011
- Pseudicius histrionicus Simon, 1902
- Pseudicius icioides (Simon, 1884)
- Pseudicius karinae Haddad & Wesolowska, 2011
- Pseudicius kaszabi (Żabka, 1985)
- Pseudicius koreanus Wesolowska, 1981
- Pseudicius kraussi (Marples, 1964)
- Pseudicius kulczynskii Nosek, 1905
- Pseudicius ludhianaensis (Tikader, 1974)
- Pseudicius maculatus Haddad & Wesolowska, 2011
- Pseudicius manillaensis Prószyński, 1992
- Pseudicius marshi (Peckham & Peckham, 1903)
- Pseudicius matabelensis Wesolowska, 2011
- Pseudicius maureri Prószyński, 1992
- Pseudicius mikhailovi Prószyński, 2000
- Pseudicius mirus Wesolowska & van Harten, 2002
- Pseudicius modestus Simon, 1885
- Pseudicius musculus Simon, 1901
- Pseudicius mushrif Wesolowska & van Harten, 2010
- Pseudicius nepalicus (Andreeva, Heciak & Prószyński, 1984)
- Pseudicius nuclearis Prószyński, 1992
- Pseudicius oblongus Peckham & Peckham, 1894
- Pseudicius okinawaensis Prószyński, 1992
- Pseudicius originalis (Żabka, 1985)
- Pseudicius palaestinensis Strand, 1915
- Pseudicius philippinensis Prószyński, 1992
- Pseudicius picaceus (Simon, 1868)
- Pseudicius pseudocourtauldi Logunov, 1999
- Pseudicius pseudoicioides (Caporiacco, 1935)
- Pseudicius punctatus (Marples, 1957)
- Pseudicius refulgens Wesolowska & Cumming, 2008
- Pseudicius reiskindi Prószyński, 1992
- Pseudicius ridicularis Wesolowska & Tomasiewicz, 2008
- Pseudicius roberti Wesolowska, 2011
- Pseudicius rudakii Prószyński, 1992
- Pseudicius sengwaensis Wesolowska & Cumming, 2011
- Pseudicius seychellensis Wanless, 1984
- Pseudicius sheherezadae Prószyński, 1989
- Pseudicius shirinae Prószyński, 1989
- Pseudicius sindbadi Prószyński, 1989
- Pseudicius siticulosus Peckham & Peckham, 1909
- Pseudicius solitarius Haddad & Wesolowska, 2011
- Pseudicius solomonensis Prószyński, 1992
- Pseudicius spasskyi (Andreeva, Heciak & Prószyński, 1984)
- Pseudicius spiniger (O. P.-Cambridge, 1872)
- Pseudicius szechuanensis Logunov, 1995
- Pseudicius tamaricis Simon, 1885
- Pseudicius tokarensis (Bohdanowicz & Prószyński, 1987)
- Pseudicius unicus (Peckham & Peckham, 1894)
- Pseudicius vankeeri Metzner, 1999
- Pseudicius venustulus Wesolowska & Haddad, 2009
- Pseudicius vesporum Prószyński, 1992
- Pseudicius vulpes (Grube, 1861)
- Pseudicius wenshanensis He & Hu, 1999
- Pseudicius wesolowskae Zhu & Song, 2001
- Pseudicius yunnanensis (Schenkel, 1963)
- Pseudicius zabkai Song & Zhu, 2001
- Pseudicius zebra Simon, 1902

## Pseudocorythalia
Pseudocorythalia Caporiacco, 1938
- Pseudocorythalia subinermis Caporiacco, 1938

## Pseudofluda
Pseudofluda Mello-Leitão, 1928
- Pseudofluda pulcherrima Mello-Leitão, 1928

## Pseudomaevia
Pseudomaevia Rainbow, 1920
- Pseudomaevia cognata Rainbow, 1920
- Pseudomaevia insulana Berland, 1942
  - Pseudomaevia insulana aorai Berland, 1942

## Pseudopartona
Pseudopartona Caporiacco, 1954
- Pseudopartona ornata Caporiacco, 1954

## Pseudoplexippus
Pseudoplexippus Caporiacco, 1947
- Pseudoplexippus unicus Caporiacco, 1947

## Pseudosynagelides
Pseudosynagelides Żabka, 1991
- Pseudosynagelides australensis Żabka, 1991
- Pseudosynagelides bunya Żabka, 1991
- Pseudosynagelides elae Żabka, 1991
- Pseudosynagelides monteithi Żabka, 1991
- Pseudosynagelides raveni Żabka, 1991
- Pseudosynagelides yorkensis Żabka, 1991

## Ptocasius
Ptocasius Simon, 1885
- Ptocasius fulvonitens Simon, 1902
- Ptocasius gratiosus Peckham & Peckham, 1907
- Ptocasius kinhi Żabka, 1985
- Ptocasius linzhiensis Hu, 2001
- Ptocasius montiformis Song, 1991
- Ptocasius plumipalpis (Thorell, 1895)
- Ptocasius songi Logunov, 1995
- Ptocasius strupifer Simon, 1901
- Ptocasius variegatus Logunov, 1995
- Ptocasius vittatus Song, 1991
- Ptocasius weyersi Simon, 1885
- Ptocasius yunnanensis Song, 1991

## Pystira
Pystira Simon, 1901
- Pystira cyanothorax (Thorell, 1881)
- Pystira ephippigera (Simon, 1885)
- Pystira karschi (Thorell, 1881)
- Pystira nigripalpis (Thorell, 1877)
- Pystira versicolor Dyal, 1935

## Rafalus
Rafalus Prószyński, 1999
- Rafalus arabicus Wesolowska & van Harten, 2010
- Rafalus christophori Prószyński, 1999
- Rafalus desertus Wesolowska & van Harten, 2010
- Rafalus feliksi Prószyński, 1999
- Rafalus insignipalpis (Simon, 1882)
- Rafalus karskii Prószyński, 1999
- Rafalus lymphus (Próchniewicz & Heciak, 1994)
- Rafalus minimus Wesolowska & van Harten, 2010
- Rafalus nigritibiis (Caporiacco, 1941)
- Rafalus variegatus (Kroneberg, 1875)
- Rafalus wittmeri (Prószyński, 1978)

## Rarahu
Rarahu Berland, 1929
- Rarahu nitida Berland, 1929

## Rhene
Rhene Thorell, 1869
- Rhene albigera (C. L. Koch, 1846)
- Rhene atrata (Karsch, 1881)
- Rhene banksi Peckham & Peckham, 1902
- Rhene biembolusa Song & Chai, 1991
- Rhene biguttata Peckham & Peckham, 1903
- Rhene brevipes (Thorell, 1891)
- Rhene bufo (Doleschall, 1859)
- Rhene callida Peckham & Peckham, 1895
- Rhene callosa (Peckham & Peckham, 1895)
- Rhene cancer Wesolowska & Cumming, 2008
- Rhene candida Fox, 1937
- Rhene capensis Strand, 1909
- Rhene citri (Sadana, 1991)
- Rhene cooperi Lessert, 1925
- Rhene curta Wesolowska & Tomasiewicz, 2008
- Rhene daitarensis Prószyński, 1992
- Rhene danieli Tikader, 1973
- Rhene darjeelingiana Prószyński, 1992
- Rhene decorata Tikader, 1977
- Rhene deplanata (Karsch, 1880)
- Rhene digitata Peng & Li, 2008
- Rhene facilis Wesolowska & Russell-Smith, 2000
- Rhene flavicomans Simon, 1902
- Rhene flavigera (C. L. Koch, 1846)
- Rhene foai Simon, 1902
- Rhene formosa Rollard & Wesolowska, 2002
- Rhene habahumpa Barrion & Litsinger, 1995
- Rhene haldanei Gajbe, 2004
- Rhene hinlalakea Barrion & Litsinger, 1995
- Rhene hirsuta (Thorell, 1877)
- Rhene indica Tikader, 1973
- Rhene ipis Fox, 1937
- Rhene jelskii (Taczanowski, 1871)
- Rhene khandalaensis Tikader, 1977
- Rhene konradi Wesolowska, 2009
- Rhene lesserti Berland & Millot, 1941
- Rhene leucomelas (Thorell, 1891)
- Rhene lingularis Haddad & Wesolowska, 2011
- Rhene machadoi Berland & Millot, 1941
- Rhene margarops (Thorell, 1877)
- Rhene modesta Caporiacco, 1941
- Rhene mordax (Thorell, 1890)
- Rhene mus (Simon, 1889)
- Rhene myunghwani Kim, 1996
- Rhene nigrita (C. L. Koch, 1846)
- Rhene obscura Wesolowska & van Harten, 2007
- Rhene pantharae Biswas & Biswas, 1992
- Rhene parvula Caporiacco, 1939
- Rhene phuntsholingensis Jastrzebski, 1997
- Rhene pinguis Wesolowska & Haddad, 2009
- Rhene plana (Schenkel, 1936)
- Rhene rubrigera (Thorell, 1887)
- Rhene saeva (Giebel, 1863)
- Rhene sanghrakshiti Gajbe, 2004
- Rhene setipes Żabka, 1985
- Rhene spuridens Strand, 1907
- Rhene sulfurea (Simon, 1886)
- Rhene triapophyses Peng, 1995

## Rhetenor
Rhetenor Simon, 1902
- Rhetenor diversipes Simon, 1902
- Rhetenor texanus Gertsch, 1936

## Rhombonotus
Rhombonotus L. Koch, 1879
- Rhombonotus gracilis L. Koch, 1879

## Rhondes
Rhondes Simon, 1901
- Rhondes neocaledonicus (Simon, 1889)

## Rhyphelia
Rhyphelia Simon, 1902
- Rhyphelia variegata Simon, 1902

## Rishaschia
Rishaschia Makhan, 2006
- Rishaschia amrishi Makhan, 2006

## Rogmocrypta
Rogmocrypta Simon, 1900
- Rogmocrypta elegans (Simon, 1885)
- Rogmocrypta nigella Simon, 1900
- Rogmocrypta puta Simon, 1900

## Romitia
Romitia Caporiacco, 1947
- Romitia albipalpis (Taczanowski, 1878)
- Romitia andina (Taczanowski, 1878)
- Romitia bahiensis (Galiano, 1995)
- Romitia colombiana (Galiano, 1995)
- Romitia juquiaensis (Galiano, 1995)
- Romitia ministerialis (C. L. Koch, 1846)
- Romitia misionensis (Galiano, 1995)
- Romitia nigra Caporiacco, 1947
- Romitia patellaris (Galiano, 1995)

## Rudra
Rudra Peckham & Peckham, 1885
- Rudra brescoviti Braul & Lise, 1999
- Rudra dagostinae Braul & Lise, 1999
- Rudra geniculata Peckham & Peckham, 1885
- Rudra humilis Mello-Leitão, 1945
- Rudra minensis Galiano, 1984
- Rudra multispina Caporiacco, 1947
- Rudra oriximina Galiano, 1984
- Rudra polita Peckham & Peckham, 1894
- Rudra tenera Peckham & Peckham, 1894
- Rudra wagae (Taczanowski, 1872)

## Saaristattus
Saaristattus Logunov & Azarkina, 2008
- Saaristattus tropicus Logunov & Azarkina, 2008

## Sadies
Sadies Wanless, 1984
- Sadies castanea Ledoux, 2007
- Sadies fulgida Wanless, 1984
- Sadies gibbosa Wanless, 1984
- Sadies seychellensis Wanless, 1984
- Sadies trifasciata Wanless, 1984

## Saitidops
Saitidops Simon, 1901
- Saitidops albopatellus Bryant, 1950
- Saitidops clathratus Simon, 1901

## Saitis
Saitis Simon, 1876
- Saitis annae Cockerell, 1894
- Saitis aranukanus Roewer, 1944
- Saitis ariadneae Logunov, 2001
- Saitis auberti Berland, 1938
- Saitis barbipes (Simon, 1868)
- Saitis berlandi Roewer, 1951
- Saitis breviusculus Simon, 1901
- Saitis catulus Simon, 1901
- Saitis chaperi Simon, 1885
- Saitis cupidon (Simon, 1885)
- Saitis cyanipes Simon, 1901
- Saitis graecus Kulczyński, 1905
- Saitis imitatus (Simon, 1868)
- Saitis insectus (Hogg, 1896)
- Saitis insulanus Rainbow, 1920
- Saitis lacustris Hickman, 1944
- Saitis latifrons Caporiacco, 1928
- Saitis leighi Peckham & Peckham, 1903
- Saitis magniceps (Keyserling, 1882)
- Saitis magnus Caporiacco, 1947
- Saitis marcusi Soares & Camargo, 1948
- Saitis mundus Peckham & Peckham, 1903
- Saitis nanus Soares & Camargo, 1948
- Saitis perplexides (Strand, 1908)
- Saitis relucens (Thorell, 1877)
- Saitis sengleti (Metzner, 1999)
- Saitis signatus (Keyserling, 1883)
- Saitis speciosus (O. P.-Cambridge, 1874)
- Saitis spinosus (Mello-Leitão, 1945)
- Saitis splendidus (Walckenaer, 1837)
- Saitis taeniatus Keyserling, 1883
- Saitis tauricus Kulczyński, 1905
- Saitis variegatus Mello-Leitão, 1941

## Saitissus
Saitissus Roewer, 1938
- Saitissus squamosus Roewer, 1938

## Salpesia
Salpesia Simon, 1901
- Salpesia bicolor (Keyserling, 1883)
- Salpesia bimaculata (Keyserling, 1883)
- Salpesia soricina Simon, 1901
- Salpesia squalida (Keyserling, 1883)
- Salpesia villosa (Keyserling, 1883)

## Salticus
Salticus Latreille, 1804
- Salticus afghanicus Logunov & Zamanpoore, 2005
- Salticus aiderensis Logunov & Rakov, 1998
- Salticus alegranzaensis Wunderlich, 1995
- Salticus annulatus (Giebel, 1870)
- Salticus austinensis Gertsch, 1936
- Salticus beneficus (O. P.-Cambridge, 1885)
- Salticus bonaerensis Holmberg, 1876
- Salticus brasiliensis Lucas, 1833
- Salticus canariensis Wunderlich, 1987
- Salticus cingulatus (Panzer, 1797)
- Salticus confusus Lucas, 1846
- Salticus conjonctus (Simon, 1868)
- Salticus coronatus (Camboué, 1887)
- Salticus devotus (O. P.-Cambridge, 1885)
- Salticus dzhungaricus Logunov, 1992
- Salticus falcarius (Hentz, 1846)
- Salticus flavicruris (Rainbow, 1897)
- Salticus gomerensis Wunderlich, 1987
- Salticus insperatus Logunov, 2009
- Salticus iteacus Metzner, 1999
- Salticus jugularis Simon, 1900
- Salticus kraali (Thorell, 1878)
- Salticus latidentatus Roewer, 1951
- Salticus major (Simon, 1868)
- Salticus mandibularis (Simon, 1868)
- Salticus marenzelleri Nosek, 1905
- Salticus meticulosus Lucas, 1846
- Salticus modicus (Simon, 1875)
- Salticus mutabilis Lucas, 1846
- Salticus noordami Metzner, 1999
- Salticus olivaceus (L. Koch, 1867)
- Salticus palpalis (Banks, 1904)
- Salticus paludivagus Lucas, 1846
- Salticus peckhamae (Cockerell, 1897)
- Salticus perogaster (Thorell, 1881)
- Salticus propinquus Lucas, 1846
- Salticus proszynskii Logunov, 1992
- Salticus quagga Miller, 1971
- Salticus ravus (Bösenberg, 1895)
- Salticus scenicus (Clerck, 1757)
- Salticus scitulus (Simon, 1868)
- Salticus tricinctus (C. L. Koch, 1846)
- Salticus truncatus Simon, 1937
- Salticus turkmenicus Logunov & Rakov, 1998
- Salticus unciger (Simon, 1868)
- Salticus unicolor (Simon, 1868)
- Salticus unispinus (Franganillo, 1910)
- Salticus zebraneus (C. L. Koch, 1837)

## Sandalodes
Sandalodes Keyserling, 1883
- Sandalodes albovittatus (Keyserling, 1883)
- Sandalodes bernsteini (Thorell, 1881)
- Sandalodes bipenicillatus (Keyserling, 1882)
- Sandalodes celebensis Merian, 1911
- Sandalodes joannae Żabka, 2000
- Sandalodes minahassae Merian, 1911
- Sandalodes pumicatus (Thorell, 1881)
- Sandalodes scopifer (Karsch, 1878)
- Sandalodes superbus (Karsch, 1878)

## Saraina
Saraina Wanless & Clark, 1975
- Saraina deltshevi Azarkina, 2009
- Saraina kindamba Azarkina, 2009
- Saraina rubrofasciata Wanless & Clark, 1975

## Sarinda
Sarinda Peckham & Peckham, 1892
- Sarinda armata (Peckham & Peckham, 1892)
- Sarinda atrata (Taczanowski, 1871)
- Sarinda capibarae Galiano, 1967
- Sarinda cayennensis (Taczanowski, 1871)
- Sarinda chacoensis Galiano, 1996
- Sarinda cutleri (Richman, 1965)
- Sarinda exilis (Mello-Leitão, 1943)
- Sarinda glabra Franganillo, 1930
- Sarinda hentzi (Banks, 1913)
- Sarinda imitans Galiano, 1965
- Sarinda longula (Taczanowski, 1871)
- Sarinda marcosi Piza, 1937
- Sarinda nigra Peckham & Peckham, 1892
- Sarinda panamae Galiano, 1965
- Sarinda pretiosa Banks, 1909
- Sarinda ruficeps (Simon, 1901)
- Sarinda silvatica Chickering, 1946

## Sarindoides
Sarindoides Mello-Leitão, 1922
- Sarindoides violaceus Mello-Leitão, 1922

## Sassacus
Sassacus Peckham & Peckham, 1895
- Sassacus alboguttatus (F. O. P.-Cambridge, 1901)
- Sassacus arcuatus Simon, 1901
- Sassacus aurantiacus Simon, 1901
- Sassacus aztecus Richman, 2008
- Sassacus barbipes (Peckham & Peckham, 1888)
- Sassacus biaccentuatus Simon, 1901
- Sassacus cyaneus (Hentz, 1846)
- Sassacus dissimilis Mello-Leitão, 1941
- Sassacus flavicinctus Crane, 1949
- Sassacus glyphochelis Bauab, 1979
- Sassacus helenicus (Mello-Leitão, 1943)
- Sassacus leucomystax (Caporiacco, 1947)
- Sassacus lirios Richman, 2008
- Sassacus ocellatus Crane, 1949
- Sassacus paiutus (Gertsch, 1934)
- Sassacus papenhoei Peckham & Peckham, 1895
- Sassacus resplendens Simon, 1901
- Sassacus samalayucae Richman, 2008
- Sassacus sexspinosus (Caporiacco, 1955)
- Sassacus trochilus Simon, 1901
- Sassacus vitis (Cockerell, 1894)

## Schenkelia
Schenkelia Lessert, 1927
- Schenkelia benoiti Wanless & Clark, 1975
- Schenkelia gertschi Berland & Millot, 1941
- Schenkelia ibadanensis Wesolowska & A. Russell-Smith, 2011
- Schenkelia lesserti Berland & Millot, 1941
- Schenkelia modesta Lessert, 1927

## Scopocira
Scopocira Simon, 1900
- Scopocira atypica Mello-Leitão, 1922
- Scopocira carinata Crane, 1945
- Scopocira dentichelis Simon, 1900
- Scopocira fuscimana (Mello-Leitão, 1941)
- Scopocira histrio Simon, 1900
- Scopocira melanops (Taczanowski, 1871)
- Scopocira panamena Chamberlin & Ivie, 1936
- Scopocira tenella Simon, 1900
- Scopocira vivida (Peckham & Peckham, 1901)

## Scoturius
Scoturius Simon, 1901
- Scoturius tigris Simon, 1901

## Sebastira
Sebastira Simon, 1901
- Sebastira instrata Simon, 1901
- Sebastira plana Chickering, 1946

## Selimus
Selimus Peckham & Peckham, 1901
- Selimus venustus Peckham & Peckham, 1901

## Semiopyla
Semiopyla Simon, 1901
- Semiopyla cataphracta Simon, 1901
- Semiopyla triarmata Galiano, 1985
- Semiopyla viperina Galiano, 1985

## Semnolius
Semnolius Simon, 1902
- Semnolius albofasciatus Mello-Leitão, 1941
- Semnolius brunneus Mello-Leitão, 1945
- Semnolius chrysotrichus Simon, 1902

## Semora
Semora Peckham & Peckham, 1892
- Semora infranotata Mello-Leitão, 1945
- Semora langei Mello-Leitão, 1947
- Semora napaea Peckham & Peckham, 1892
- Semora trochilus Simon, 1901

## Semorina
Semorina Simon, 1901
- Semorina brachychelyne Crane, 1949
- Semorina iris Simon, 1901
- Semorina lineata Mello-Leitão, 1945
- Semorina megachelyne Crane, 1949
- Semorina seminuda Simon, 1901

## Servaea
Servaea Simon, 1888
- Servaea incana (Karsch, 1878)
- Servaea murina Simon, 1902
- Servaea obscura Rainbow, 1915
- Servaea spinibarbis Simon, 1909
- Servaea vestita (L. Koch, 1879)
- Servaea villosa (Keyserling, 1881)

## Sibianor
Sibianor Logunov, 2001
- Sibianor aemulus (Gertsch, 1934)
- Sibianor anansii Logunov, 2009
- Sibianor annae Logunov, 2001
- Sibianor aurocinctus (Ohlert, 1865)
- Sibianor japonicus (Logunov, Ikeda & Ono, 1997)
- Sibianor kenyaensis Logunov, 2001
- Sibianor kochiensis (Bohdanowicz & Prószyński, 1987)
- Sibianor larae Logunov, 2001
- Sibianor latens (Logunov, 1991)
- Sibianor nigriculus (Logunov & Wesolowska, 1992)
- Sibianor proszynski (Zhu & Song, 2001)
- Sibianor pullus (Bösenberg & Strand, 1906)
- Sibianor tantulus (Simon, 1868)
- Sibianor turkestanicus Logunov, 2001
- Sibianor victoriae Logunov, 2001

## Sidusa
Sidusa Peckham & Peckham, 1895
- Sidusa angulitarsis Simon, 1902
- Sidusa carinata Kraus, 1955
- Sidusa dominicana Petrunkevitch, 1914
- Sidusa femoralis Banks, 1909
- Sidusa gratiosa Peckham & Peckham, 1895
- Sidusa inconspicua Bryant, 1940
- Sidusa marmorea F. O. P.-Cambridge, 1901
- Sidusa mona Bryant, 1947
- Sidusa nigrina F. O. P.-Cambridge, 1901
- Sidusa olivacea F. O. P.-Cambridge, 1901
- Sidusa pallida F. O. P.-Cambridge, 1901
- Sidusa pavida Bryant, 1942
- Sidusa recondita Peckham & Peckham, 1896
- Sidusa stoneri Bryant, 1923
- Sidusa tarsalis Banks, 1909
- Sidusa turquinensis Bryant, 1940
- Sidusa unica Kraus, 1955

## Sigytes
Sigytes Simon, 1902
- Sigytes albocinctus (Keyserling, 1881)
- Sigytes diloris (Keyserling, 1881)
- Sigytes paradisiacus Simon, 1902

## Siler
Siler Simon, 1889
- Siler bielawskii Żabka, 1985
- Siler collingwoodi (O. P.-Cambridge, 1871)
- Siler cupreus Simon, 1889
- Siler flavocinctus (Simon, 1901)
- Siler hanoicus Prószyński, 1985
- Siler lewaense Prószyński & Deeleman-Reinhold, 2010
- Siler pulcher Simon, 1901
- Siler semiglaucus (Simon, 1901)
- Siler severus (Simon, 1901)

## Siloca
Siloca Simon, 1902
- Siloca bulbosa Tullgren, 1905
- Siloca campestrata Simon, 1902
- Siloca cubana Bryant, 1940
- Siloca electa Bryant, 1943
- Siloca minuta Bryant, 1940
- Siloca monae Petrunkevitch, 1930
- Siloca sanguiniceps Simon, 1902
- Siloca septentrionalis Caporiacco, 1954
- Siloca viaria (Peckham & Peckham, 1901)

## Simaetha
Simaetha Thorell, 1881
- Simaetha almadenensis Żabka, 1994
- Simaetha atypica Żabka, 1994
- Simaetha broomei Żabka, 1994
- Simaetha castanea Lessert, 1927
- Simaetha cingulata (Karsch, 1891)
- Simaetha colemani Żabka, 1994
- Simaetha damongpalaya Barrion & Litsinger, 1995
- Simaetha deelemanae Zhang, Song & Li, 2003
- Simaetha furiosa (Hogg, 1919)
- Simaetha gongi Peng, Gong & Kim, 2000
- Simaetha knowlesi Żabka, 1994
- Simaetha laminata (Karsch, 1891)
- Simaetha makinanga Barrion & Litsinger, 1995
- Simaetha paetula (Keyserling, 1882)
- Simaetha papuana Żabka, 1994
- Simaetha reducta (Karsch, 1891)
- Simaetha robustior (Keyserling, 1882)
- Simaetha tenuidens (Keyserling, 1882)
- Simaetha tenuior (Keyserling, 1882)
- Simaetha thoracica Thorell, 1881

## Simaethula
Simaethula Simon, 1902
- Simaethula aurata (L. Koch, 1879)
- Simaethula auronitens (L. Koch, 1879)
- Simaethula chalcops Simon, 1909
- Simaethula janthina Simon, 1902
- Simaethula mutica Szombathy, 1915
- Simaethula opulenta (L. Koch, 1879)
- Simaethula violacea (L. Koch, 1879)

## Similaria
Similaria Prószyński, 1992
- Similaria enigmatica Prószyński, 1992

## Simonurius
Simonurius Galiano, 1988
- Simonurius campestratus (Simon, 1901)
- Simonurius expers Galiano, 1988
- Simonurius gladifer (Simon, 1901)
- Simonurius quadratarius (Simon, 1901)

## Simprulla
Simprulla Simon, 1901
- Simprulla argentina Mello-Leitão, 1940
- Simprulla nigricolor Simon, 1901

## Sitticus
Sitticus Simon, 1901
- Sitticus albolineatus (Kulczyński, 1895)
- Sitticus ammophilus (Thorell, 1875)
- Sitticus ansobicus Andreeva, 1976
- Sitticus atricapillus (Simon, 1882)
- Sitticus avocator (O. P.-Cambridge, 1885)
- Sitticus barsakelmes Logunov & Rakov, 1998
- Sitticus burjaticus Danilov & Logunov, 1994
- Sitticus canus (Galiano, 1977)
- Sitticus caricis (Westring, 1861)
- Sitticus cautus (Peckham & Peckham, 1888)
- Sitticus cellulanus Galiano, 1989
- Sitticus clavator Schenkel, 1936
- Sitticus concolor (Banks, 1895)
- Sitticus cutleri Prószyński, 1980
- Sitticus damini (Chyzer, 1891)
- Sitticus designatus (Peckham & Peckham, 1903)
- Sitticus diductus (O. P.-Cambridge, 1885)
- Sitticus distinguendus (Simon, 1868)
- Sitticus dorsatus (Banks, 1895)
- Sitticus dubatolovi Logunov & Rakov, 1998
- Sitticus dudkoi Logunov, 1998
- Sitticus dyali Roewer, 1951
- Sitticus dzieduszyckii (L. Koch, 1870)
- Sitticus eskovi Logunov & Wesolowska, 1995
- Sitticus exiguus (Bösenberg, 1903)
- Sitticus fasciger (Simon, 1880)
- Sitticus finschi (L. Koch, 1879)
- Sitticus flabellatus Galiano, 1989
- Sitticus floricola (C. L. Koch, 1837)
  - Sitticus floricola palustris (Peckham & Peckham, 1883)
- Sitticus goricus Ovtsharenko, 1978
- Sitticus inexpectus Logunov & Kronestedt, 1997
- Sitticus inopinabilis Logunov, 1992
- Sitticus japonicus Kishida, 1910
- Sitticus juniperi Gertsch & Riechert, 1976
- Sitticus karakumensis Logunov, 1992
- Sitticus kazakhstanicus Logunov, 1992
- Sitticus leucoproctus (Mello-Leitão, 1944)
- Sitticus longipes (Canestrini, 1873)
- Sitticus magnus Chamberlin & Ivie, 1944
- Sitticus manni (Doleschall, 1852)
- Sitticus mazorcanus Chamberlin, 1920
- Sitticus mirandus Logunov, 1993
- Sitticus monstrabilis Logunov, 1992
- Sitticus montanus Kishida, 1910
- Sitticus morosus (Banks, 1895)
- Sitticus nakamurae Kishida, 1910
- Sitticus nenilini Logunov & Wesolowska, 1993
- Sitticus nitidus Hu, 2001
- Sitticus niveosignatus (Simon, 1880)
- Sitticus palpalis (F. O. P.-Cambridge, 1901)
- Sitticus penicillatus (Simon, 1875)
  - Sitticus penicillatus adriaticus Kolosváry, 1938
- Sitticus penicilloides Wesolowska, 1981
- Sitticus peninsulanus (Banks, 1898)
- Sitticus phaleratus Galiano & Baert, 1990
- Sitticus psammodes (Thorell, 1875)
- Sitticus pubescens (Fabricius, 1775)
- Sitticus pulchellus Logunov, 1992
- Sitticus ranieri (Peckham & Peckham, 1909)
- Sitticus relictarius Logunov, 1998
- Sitticus rivalis Simon, 1937
- Sitticus rupicola (C. L. Koch, 1837)
- Sitticus saevus Dönitz & Strand, 1906
- Sitticus saganus Dönitz & Strand, 1906
- Sitticus saltator (O. P.-Cambridge, 1868)
- Sitticus saxicola (C. L. Koch, 1846)
- Sitticus sexsignatus (Franganillo, 1910)
- Sitticus sinensis Schenkel, 1963
- Sitticus strandi Kolosváry, 1934
- Sitticus striatus Emerton, 1911
- Sitticus subadultus Dönitz & Strand, 1906
- Sitticus taiwanensis Peng & Li, 2002
- Sitticus talgarensis Logunov & Wesolowska, 1993
- Sitticus tannuolana Logunov, 1991
- Sitticus tenebricus Galiano & Baert, 1990
- Sitticus terebratus (Clerck, 1757)
- Sitticus uber Galiano & Baert, 1990
- Sitticus uphami (Peckham & Peckham, 1903)
- Sitticus vanvolsemorum Baert, 2011
- Sitticus walckenaeri Roewer, 1951
- Sitticus welchi Gertsch & Mulaik, 1936
- Sitticus wuae Peng, Tso & Li, 2002
- Sitticus zaisanicus Logunov, 1998
- Sitticus zimmermanni (Simon, 1877)

## Sobasina
Sobasina Simon, 1898
- Sobasina alboclypea Wanless, 1978
- Sobasina amoenula Simon, 1898
- Sobasina aspinosa Berry, Beatty & Prószyński, 1998
- Sobasina coriacea Berry, Beatty & Prószyński, 1998
- Sobasina cutleri Berry, Beatty & Prószyński, 1998
- Sobasina hutuna Wanless, 1978
- Sobasina magna Berry, Beatty & Prószyński, 1998
- Sobasina paradoxa Berry, Beatty & Prószyński, 1998
- Sobasina platypoda Berry, Beatty & Prószyński, 1998
- Sobasina scutata Wanless, 1978
- Sobasina solomonensis Wanless, 1978
- Sobasina sylvatica Edmunds & Prószyński, 2001
- Sobasina tanna Wanless, 1978
- Sobasina yapensis Berry, Beatty & Prószyński, 1998

## Soesiladeepakius
Soesiladeepakius Makhan, 2007
- Soesiladeepakius aschnae Makhan, 2007

## Soesilarishius
Soesilarishius Makhan, 2007
- Soesilarishius albipes Ruiz, 2011
- Soesilarishius amrishi Makhan, 2007
- Soesilarishius aurifrons (Taczanowski, 1878)
- Soesilarishius crispiventer Ruiz, 2011
- Soesilarishius cymbialis Ruiz, 2011b
- Soesilarishius dromedarius Ruiz, 2011
- Soesilarishius lunatus Ruiz, 2011
- Soesilarishius minimus Ruiz, 2011
- Soesilarishius spinipes Ruiz, 2011

## Sondra
Sondra Wanless, 1988
- Sondra aurea (L. Koch, 1880)
- Sondra bickeli Żabka, 2002
- Sondra bifurcata Wanless, 1988
- Sondra brindlei Żabka, 2002
- Sondra bulburin Wanless, 1988
- Sondra convoluta Wanless, 1988
- Sondra damocles Wanless, 1988
- Sondra excepta Wanless, 1988
- Sondra finlayensis Wanless, 1988
- Sondra littoralis Wanless, 1988
- Sondra nepenthicola Wanless, 1988
- Sondra raveni Wanless, 1988
- Sondra samambrayi Żabka, 2002
- Sondra tristicula (Simon, 1909)
- Sondra variabilis Wanless, 1988

## Sonoita
Sonoita Peckham & Peckham, 1903
- Sonoita lightfooti Peckham & Peckham, 1903

## Sparbambus
Sparbambus Zhang, Woon & Li, 2006
- Sparbambus gombakensis Zhang, Woon & Li, 2006

## Spartaeus
Spartaeus Thorell, 1891
- Spartaeus abramovi Logunov & Azarkina, 2008
- Spartaeus bani (Ikeda, 1995)
- Spartaeus banthamus Logunov & Azarkina, 2008
- Spartaeus ellipticus Bao & Peng, 2002
- Spartaeus emeishan Zhu, Yang & Zhang, 2007
- Spartaeus jaegeri Logunov & Azarkina, 2008
- Spartaeus jianfengensis Song & Chai, 1991
- Spartaeus noctivagus Logunov & Azarkina, 2008
- Spartaeus platnicki Song, Chen & Gong, 1991
- Spartaeus spinimanus (Thorell, 1878)
- Spartaeus thailandicus Wanless, 1984
- Spartaeus uplandicus Barrion & Litsinger, 1995
- Spartaeus wildtrackii Wanless, 1987
- Spartaeus zhangi Peng & Li, 2002

## Spilargis
Spilargis Simon, 1902
- Spilargis ignicolor Simon, 1902
  - Spilargis ignicolor bimaculata Strand, 1909

## Stagetillus
Stagetillus Simon, 1885
- Stagetillus elegans (Reimoser, 1927)
- Stagetillus opaciceps Simon, 1885
- Stagetillus semiostrinus (Simon, 1901)
- Stagetillus taprobanicus (Simon, 1902)

## Stenaelurillus
Stenaelurillus Simon, 1886
- Stenaelurillus abramovi Logunov, 2008
- Stenaelurillus albopunctatus Caporiacco, 1949
- Stenaelurillus ambiguus Denis, 1966
- Stenaelurillus cristatus Wesolowska & Russell-Smith, 2000
- Stenaelurillus darwini Wesolowska & Russell-Smith, 2000
- Stenaelurillus digitus Dhruv Prajapati, 2016
- Stenaelurillus fuscatus Wesolowska & Russell-Smith, 2000
- Stenaelurillus gabrieli Dhruv Prajapati, 2016
- Stenaelurillus giovae Caporiacco, 1936
- Stenaelurillus glaber Wesolowska & A. Russell-Smith, 2011
- Stenaelurillus guttiger (Simon, 1901)
- Stenaelurillus hainanensis Peng, 1995
- Stenaelurillus hirsutus Lessert, 1927
- Stenaelurillus ignobilis Wesolowska & Cumming, 2011
- Stenaelurillus iubatus Wesolowska & A. Russell-Smith, 2011
- Stenaelurillus kronestedti Próchniewicz & Heciak, 1994
- Stenaelurillus lesserti Reimoser, 1934
- Stenaelurillus leucogrammus Simon, 1902
- Stenaelurillus marusiki Logunov, 2001
- Stenaelurillus minutus Song & Chai, 1991
- Stenaelurillus mirabilis Wesolowska & Russell-Smith, 2000
- Stenaelurillus natalensis Haddad & Wesolowska, 2006
- Stenaelurillus nigricaudus Simon, 1886
- Stenaelurillus pilosus Wesolowska & A. Russell-Smith, 2011
- Stenaelurillus setosus (Thorell, 1895)
- Stenaelurillus strandi Caporiacco, 1939
- Stenaelurillus striolatus Wesolowska & A. Russell-Smith, 2011
- Stenaelurillus triguttatus Simon, 1886
- Stenaelurillus uniguttatus Lessert, 1925
- Stenaelurillus werneri Simon, 1906

## Stenodeza
Stenodeza Simon, 1900
- Stenodeza acuminata Simon, 1900
- Stenodeza fallax Mello-Leitão, 1917
- Stenodeza foestiva Mello-Leitão, 1944

## Stergusa
Stergusa Simon, 1889
- Stergusa aurata Simon, 1902
- Stergusa aurichalcea Simon, 1902
- Stergusa improbula Simon, 1889
- Stergusa incerta Prószyński & Deeleman-Reinhold, 2010
- Stergusa stelligera Simon, 1902

## Stertinius
Stertinius Simon, 1890
- Stertinius balius (Thorell, 1890)
- Stertinius capucinus Simon, 1902
- Stertinius cyprius Merian, 1911
- Stertinius dentichelis Simon, 1890
- Stertinius kumadai Logunov, Ikeda & Ono, 1997
- Stertinius leucostictus (Thorell, 1890)
- Stertinius magnificus Merian, 1911
- Stertinius niger Merian, 1911
- Stertinius nobilis (Thorell, 1890)
- Stertinius patellaris Simon, 1902
- Stertinius pilipes Simon, 1902
- Stertinius splendens Simon, 1902

## Stichius
Stichius Thorell, 1890
- Stichius albomaculatus Thorell, 1890

## Stoidis
Stoidis Simon, 1901
- Stoidis placida Bryant, 1947
- Stoidis pygmaea (Peckham & Peckham, 1893)
- Stoidis squamulosa Caporiacco, 1955

## Sumampattus
Sumampattus Galiano, 1983
- Sumampattus hudsoni Galiano, 1996
- Sumampattus pantherinus (Mello-Leitão, 1942)
- Sumampattus quinqueradiatus (Taczanowski, 1878)

## Synageles
Synageles Simon, 1876
- Synageles albotrimaculatus (Lucas, 1846)
- Synageles bishopi Cutler, 1988
- Synageles canadensis Cutler, 1988
- Synageles charitonovi Andreeva, 1976
- Synageles dalmaticus (Keyserling, 1863)
- Synageles hilarulus (C. L. Koch, 1846)
- Synageles idahoanus (Gertsch, 1934)
- Synageles leechi Cutler, 1988
- Synageles mexicanus Cutler, 1988
- Synageles morsei Logunov & Marusik, 1999
- Synageles nigriculus Danilov, 1997
- Synageles noxiosus (Hentz, 1850)
- Synageles occidentalis Cutler, 1988
- Synageles persianus Logunov, 2004
- Synageles ramitus Andreeva, 1976
- Synageles repudiatus (O. P.-Cambridge, 1876)
- Synageles scutiger Prószyński, 1979
- Synageles subcingulatus (Simon, 1878)
- Synageles venator (Lucas, 1836)

## Synagelides
Synagelides Strand, 1906
- Synagelides agoriformis Strand, 1906
- Synagelides annae Bohdanowicz, 1979
- Synagelides bagmaticus Logunov & Hereward, 2006
- Synagelides birmanicus Bohdanowicz, 1987
- Synagelides cavaleriei (Schenkel, 1963)
- Synagelides darjeelingus Logunov & Hereward, 2006
- Synagelides doisuthep Logunov & Hereward, 2006
- Synagelides gambosus Xie & Yin, 1990
- Synagelides gosainkundicus Bohdanowicz, 1987
- Synagelides hamatus Zhu et al., 2005
- Synagelides huangsangensis Peng et al., 1998
- Synagelides hubeiensis Peng & Li, 2008
- Synagelides kosi Logunov & Hereward, 2006
- Synagelides kualaensis Logunov & Hereward, 2006
- Synagelides lehtineni Logunov & Hereward, 2006
- Synagelides longus Song & Chai, 1992
- Synagelides lushanensis Xie & Yin, 1990
- Synagelides martensi Bohdanowicz, 1987
- Synagelides nepalensis Bohdanowicz, 1987
- Synagelides nishikawai Bohdanowicz, 1979
- Synagelides oleksiaki Bohdanowicz, 1987
- Synagelides palpalis Żabka, 1985
- Synagelides palpaloides Peng, Tso & Li, 2002
- Synagelides sumatranus Logunov & Hereward, 2006
- Synagelides tianmu Song, 1990
- Synagelides tukchensis Bohdanowicz, 1987
- Synagelides ullerensis Bohdanowicz, 1987
- Synagelides walesai Bohdanowicz, 1987
- Synagelides wangdicus Bohdanowicz, 1978
- Synagelides wuermlii Bohdanowicz, 1978
- Synagelides yunnan Song & Zhu, 1998
- Synagelides zebrus Peng & Li, 2008
- Synagelides zhaoi Peng, Li & Chen, 2003
- Synagelides zhilcovae Prószyński, 1979
- Synagelides zonatus Peng & Li, 2008

## Synemosyna
Synemosyna Hentz, 1846
- Synemosyna americana (Peckham & Peckham, 1885)
- Synemosyna ankeli Cutler & Müller, 1991
- Synemosyna aschnae Makhan, 2006
- Synemosyna aurantiaca (Mello-Leitão, 1917)
- Synemosyna decipiens (O. P.-Cambridge, 1896)
- Synemosyna edwardsi Cutler, 1985
- Synemosyna formica Hentz, 1846
- Synemosyna hentzi Peckham & Peckham, 1892
- Synemosyna invemar Cutler & Müller, 1991
- Synemosyna lauretta Peckham & Peckham, 1892
- Synemosyna lucasi (Taczanowski, 1871)
- Synemosyna maddisoni Cutler, 1985
- Synemosyna myrmeciaeformis (Taczanowski, 1871)
- Synemosyna nicaraguaensis Cutler, 1993
- Synemosyna paraensis Galiano, 1967
- Synemosyna petrunkevitchi (Chapin, 1922)
- Synemosyna scutata (Mello-Leitão, 1943)
- Synemosyna smithi Peckham & Peckham, 1893
- Synemosyna taperae (Mello-Leitão, 1933)
- Synemosyna ubicki Cutler, 1988

## Tabuina
Tabuina Maddison, 2009
- Tabuina baiteta Maddison, 2009
- Tabuina rufa Maddison, 2009
- Tabuina varirata Maddison, 2009

## Tacuna
Tacuna Peckham & Peckham, 1901
- Tacuna delecta Peckham & Peckham, 1901
- Tacuna minensis Galiano, 1995
- Tacuna saltensis Galiano, 1995
- Tacuna vaga (Peckham & Peckham, 1895)

## Taivala
Taivala Peckham & Peckham, 1907
- Taivala invisitata Peckham & Peckham, 1907

## Talavera
Talavera Peckham & Peckham, 1909
- Talavera aequipes (O. P.-Cambridge, 1871)
  - Talavera aequipes ludio (Simon, 1871)
- Talavera aperta (Miller, 1971)
- Talavera esyunini Logunov, 1992
- Talavera ikedai Logunov & Kronestedt, 2003
- Talavera inopinata Wunderlich, 1993
- Talavera krocha Logunov & Kronestedt, 2003
- Talavera milleri (Brignoli, 1983)
- Talavera minuta (Banks, 1895)
- Talavera monticola (Kulczyński, 1884)
- Talavera parvistyla Logunov & Kronestedt, 2003
- Talavera petrensis (C. L. Koch, 1837)
- Talavera sharlaa Logunov & Kronestedt, 2003
- Talavera thorelli (Kulczyński, 1891)
- Talavera trivittata (Schenkel, 1963)
- Talavera tuvensis Logunov & Kronestedt, 2003

## Tamigalesus
Tamigalesus Żabka, 1988
- Tamigalesus munnaricus Żabka, 1988

## Tanybelus
Tanybelus Simon, 1902
- Tanybelus aeneiceps Simon, 1902

## Tanzania
Tanzania Koçak & Kemal, 2008
- Tanzania meridionalis Haddad & Wesolowska, 2011
- Tanzania minutus (Wesolowska & Russell-Smith, 2000)
- Tanzania mkomaziensis (Wesolowska & Russell-Smith, 2000)
- Tanzania pusillus (Wesolowska & Russell-Smith, 2000)

## Tara
Tara Peckham & Peckham, 1886
- Tara anomala (Keyserling, 1882)
- Tara gratiosa (Rainbow, 1920)
- Tara parvula (Keyserling, 1883)

## Taraxella
Taraxella Wanless, 1984
- Taraxella hillyardi Wanless, 1987
- Taraxella petrensis Wanless, 1987
- Taraxella reinholdae Wanless, 1987
- Taraxella solitaria Wanless, 1984
- Taraxella sumatrana Wanless, 1987

## Tariona
Tariona Simon, 1902
- Tariona albibarbis (Mello-Leitão, 1947)
- Tariona bruneti Simon, 1903
- Tariona gounellei Simon, 1902
- Tariona maculata Franganillo, 1930
- Tariona mutica Simon, 1903

## Tarne
Tarne Simon, 1886
- Tarne dives Simon, 1886

## Tarodes
Tarodes Pocock, 1899
- Tarodes lineatus Pocock, 1899

## Tasa
Tasa Wesolowska, 1981
- Tasa davidi (Schenkel, 1963)
- Tasa nipponica Bohdanowicz & Prószyński, 1987

## Tatari
Tatari Berland, 1938
- Tatari multispinosus Berland, 1938

## Tauala
Tauala Wanless, 1988
- Tauala alveolatus Wanless, 1988
- Tauala athertonensis Gardzinska, 1996
- Tauala australiensis Wanless, 1988
- Tauala daviesae Wanless, 1988
- Tauala elongata Peng & Li, 2002
- Tauala lepidus Wanless, 1988
- Tauala minutus Wanless, 1988
- Tauala splendidus Wanless, 1988

## Telamonia
Telamonia Thorell, 1887
- Telamonia agapeta (Thorell, 1881)
- Telamonia annulipes Peckham & Peckham, 1907
- Telamonia bombycina (Simon, 1902)
- Telamonia borreyi Berland & Millot, 1941
  - Telamonia borreyi minor Berland & Millot, 1941
- Telamonia caprina (Simon, 1903)
- Telamonia coeruleostriata (Doleschall, 1859)
- Telamonia comosissima (Simon, 1886)
- Telamonia cristata Peckham & Peckham, 1907
- Telamonia dimidiata (Simon, 1899)
- Telamonia dissimilis Próchniewicz, 1990
- Telamonia elegans (Thorell, 1887)
- Telamonia festiva Thorell, 1887
  - Telamonia festiva nigrina (Simon, 1903)
- Telamonia formosa (Simon, 1902)
- Telamonia hasselti (Thorell, 1878)
- Telamonia jolensis (Simon, 1902)
- Telamonia laecta Próchniewicz, 1990
- Telamonia latruncula (Thorell, 1877)
- Telamonia leopoldi Roewer, 1938
- Telamonia livida (Karsch, 1880)
- Telamonia luteocincta (Thorell, 1891)
- Telamonia luxiensis Peng et al., 1998
- Telamonia mandibulata Hogg, 1915
- Telamonia masinloc Barrion & Litsinger, 1995
- Telamonia mundula (Thorell, 1877)
- Telamonia mustelina Simon, 1901
- Telamonia parangfestiva Barrion & Litsinger, 1995
- Telamonia peckhami Thorell, 1891
- Telamonia prima Próchniewicz, 1990
- Telamonia resplendens Peckham & Peckham, 1907
- Telamonia scalaris (Thorell, 1881)
- Telamonia setosa (Karsch, 1880)
- Telamonia sikkimensis (Tikader, 1967)
- Telamonia sponsa (Simon, 1902)
- Telamonia trabifera (Thorell, 1881)
- Telamonia trinotata Simon, 1903
- Telamonia trochilus (Doleschall, 1859)
- Telamonia vidua Hogg, 1915
- Telamonia virgata Simon, 1903
- Telamonia vlijmi Prószyński, 1984

## Terralonus
Terralonus Maddison, 1996
- Terralonus banksi (Roewer, 1951)
- Terralonus californicus (Peckham & Peckham, 1888)
- Terralonus fraternus (Banks, 1932)
- Terralonus mylothrus (Chamberlin, 1925)
- Terralonus shaferi (Gertsch & Riechert, 1976)
- Terralonus unicus (Chamberlin & Gertsch, 1930)
- Terralonus versicolor (Peckham & Peckham, 1909)

## Thammaca
Thammaca Simon, 1902
- Thammaca coriacea Simon, 1902
- Thammaca nigritarsis Simon, 1902

## Theriella
Theriella Braul & Lise, 1996
- Theriella bertoncelloi Braul & Lise, 2003
- Theriella galianoae Braul & Lise, 1996
- Theriella tenuistyla (Galiano, 1970)

## Thianella
Thianella Strand, 1907
- Thianella disjuncta Strand, 1907

## Thiania
Thiania C. L. Koch, 1846
- Thiania abdominalis Żabka, 1985
- Thiania aura Dyal, 1935
- Thiania bhamoensis Thorell, 1887
- Thiania cavaleriei Schenkel, 1963
- Thiania chrysogramma Simon, 1901
- Thiania coelestis (Karsch, 1880)
- Thiania cupreonitens (Simon, 1899)
- Thiania demissa (Thorell, 1892)
- Thiania formosissima (Thorell, 1890)
- Thiania gazellae (Karsch, 1878)
- Thiania humilis (Thorell, 1877)
- Thiania inermis (Karsch, 1897)
- Thiania jucunda Thorell, 1890
- Thiania luteobrachialis Schenkel, 1963
- Thiania pulcherrima C. L. Koch, 1846
- Thiania simplicissima (Karsch, 1880)
- Thiania sinuata Thorell, 1890
- Thiania suboppressa Strand, 1907
- Thiania subserena Simon, 1901
- Thiania viscaensis Barrion & Litsinger, 1995

## Thianitara
Thianitara Simon, 1903
- Thianitara spectrum Simon, 1903

## Thiodina
Thiodina Simon, 1900
- Thiodina branicki (Taczanowski, 1871)
- Thiodina candida Mello-Leitão, 1922
- Thiodina cockerelli (Peckham & Peckham, 1901)
- Thiodina crucifera (F. O. P.-Cambridge, 1901)
- Thiodina germaini Simon, 1900
- Thiodina hespera Richman & Vetter, 2004
- Thiodina inerma Bryant, 1940
- Thiodina melanogaster Mello-Leitão, 1917
- Thiodina nicoleti Roewer, 1951
- Thiodina pallida (C. L. Koch, 1846)
- Thiodina peckhami (Bryant, 1940)
- Thiodina pseustes Chamberlin & Ivie, 1936
- Thiodina puerpera (Hentz, 1846)
- Thiodina punctulata Mello-Leitão, 1917
- Thiodina rishwani Makhan, 2006
- Thiodina robusta Mello-Leitão, 1945
- Thiodina setosa Mello-Leitão, 1947
- Thiodina sylvana (Hentz, 1846)
- Thiodina vaccula Simon, 1900
- Thiodina vellardi Soares & Camargo, 1948

## Thiratoscirtus
Thiratoscirtus Simon, 1886
- Thiratoscirtus alveolus Wesolowska & A. Russell-Smith, 2011
- Thiratoscirtus bipaniculus Wesolowska & A. Russell-Smith, 2011
- Thiratoscirtus capito Simon, 1903
- Thiratoscirtus cinctus (Thorell, 1899)
- Thiratoscirtus fuscorufescens Strand, 1906
- Thiratoscirtus gambari Wesolowska & A. Russell-Smith, 2011
- Thiratoscirtus harpago Wesolowska & A. Russell-Smith, 2011
- Thiratoscirtus mirabilis Wesolowska & A. Russell-Smith, 2011
- Thiratoscirtus monstrum Wesolowska & A. Russell-Smith, 2011
- Thiratoscirtus niveimanus Simon, 1886
- Thiratoscirtus obudu Wesolowska & A. Russell-Smith, 2011
- Thiratoscirtus patagonicus Simon, 1886
- Thiratoscirtus torquatus Simon, 1903
- Thiratoscirtus versicolor Simon, 1902
- Thiratoscirtus vilis Wesolowska & A. Russell-Smith, 2011
- Thiratoscirtus yorubanus Wesolowska & A. Russell-Smith, 2011

## Thorelliola
Thorelliola Strand, 1942
- Thorelliola biapophysis Gardzinska & Patoleta, 1997
- Thorelliola cyrano Szüts & De Bakker, 2004
- Thorelliola dissimilis Gardzińska, 2009
- Thorelliola doryphora (Thorell, 1881)
- Thorelliola dumicola Berry, Beatty & Prószyński, 1997
- Thorelliola ensifera (Thorell, 1877)
- Thorelliola glabra Gardzinska & Patoleta, 1997
- Thorelliola javaensis Gardzinska & Patoleta, 1997
- Thorelliola mahunkai Szüts, 2002
- Thorelliola monoceros (Karsch, 1881)
- Thorelliola pallidula Gardzińska, 2009
- Thorelliola truncilonga Gardzinska & Patoleta, 1997

## Thrandina
Thrandina Maddison, 2006
- Thrandina parocula Maddison, 2006

## Thyene
Thyene Simon, 1885
- Thyene aperta (Peckham & Peckham, 1903)
- Thyene australis Peckham & Peckham, 1903
- Thyene benjamini Prószyński & Deeleman-Reinhold, 2010
- Thyene bilineata Lawrence, 1927
  - Thyene bilineata striatipes Lawrence, 1927
- Thyene bivittata Xie & Peng, 1995
- Thyene bucculenta (Gerstäcker, 1873)
- Thyene chopardi Berland & Millot, 1941
- Thyene coccineovittata (Simon, 1886)
- Thyene concinna (Keyserling, 1881)
- Thyene corcula (Pavesi, 1895)
- Thyene coronata Simon, 1902
- Thyene dakarensis (Berland & Millot, 1941)
- Thyene damarensis Lawrence, 1927
- Thyene dancala Caporiacco, 1947
- Thyene decora (Simon, 1902)
- Thyene gangoides Prószyński & Deeleman-Reinhold, 2010
- Thyene grassei (Berland & Millot, 1941)
- Thyene hesperia (Simon, 1910)
- Thyene imperialis (Rossi, 1846)
- Thyene inflata (Gerstäcker, 1873)
- Thyene leighi (Peckham & Peckham, 1903)
- Thyene longula (Simon, 1902)
- Thyene manipisa (Barrion & Litsinger, 1995)
- Thyene natalii Peckham & Peckham, 1903
- Thyene nigriceps (Caporiacco, 1949)
- Thyene ocellata (Thorell, 1899)
- Thyene ogdeni Peckham & Peckham, 1903
  - Thyene ogdeni nyukiensis Lessert, 1925
- Thyene orbicularis (Gerstäcker, 1873)
- Thyene orientalis Żabka, 1985
- Thyene ornata Wesolowska & Tomasiewicz, 2008
- Thyene phragmitigrada Metzner, 1999
- Thyene pulchra Peckham & Peckham, 1903
- Thyene punctiventer (Karsch, 1879)
- Thyene radialis Xie & Peng, 1995
- Thyene rubricoronata (Strand, 1911)
- Thyene scalarinota Strand, 1907
- Thyene semiargentea (Simon, 1884)
- Thyene sexplagiata (Simon, 1910)
- Thyene similis Wesolowska & van Harten, 2002
- Thyene splendida Caporiacco, 1939
- Thyene striatipes (Caporiacco, 1939)
- Thyene subsplendens Caporiacco, 1947
- Thyene tamatavi (Vinson, 1863)
- Thyene thyenioides (Lessert, 1925)
- Thyene triangula Xie & Peng, 1995
- Thyene typica Jastrzebski, 2006
- Thyene varians Peckham & Peckham, 1901
- Thyene villiersi Berland & Millot, 1941
- Thyene vittata Simon, 1902
- Thyene yuxiensis Xie & Peng, 1995

## Thyenillus
Thyenillus Simon, 1910
- Thyenillus fernandensis Simon, 1910

## Thyenula
Thyenula Simon, 1902
- Thyenula ammonis Denis, 1947
- Thyenula arcana (Wesolowska & Cumming, 2008)
- Thyenula armata Wesolowska, 2001
- Thyenula aurantiaca (Simon, 1902)
- Thyenula fidelis Wesolowska & Haddad, 2009
- Thyenula hortensis Wesolowska & Cumming, 2008
- Thyenula juvenca Simon, 1902
- Thyenula magna Wesolowska & Haddad, 2009
- Thyenula oranjensis Wesolowska, 2001
- Thyenula sempiterna Wesolowska, 2000

## Titanattus
Titanattus Peckham & Peckham, 1885
- Titanattus cretatus Chickering, 1946
- Titanattus notabilis (Mello-Leitão, 1943)
- Titanattus novarai Caporiacco, 1955
- Titanattus paganus Chickering, 1946
- Titanattus pallidus Mello-Leitão, 1943
- Titanattus pegaseus Simon, 1900
- Titanattus saevus Peckham & Peckham, 1885

## Toloella
Toloella Chickering, 1946
- Toloella eximia Chickering, 1946

## Tomobella
Tomobella Szüts & Scharff, 2009
- Tomobella andasibe (Maddison & Zhang, 2006)
- Tomobella fotsy Szüts & Scharff, 2009

## Tomocyrba
Tomocyrba Simon, 1900
- Tomocyrba barbata Simon, 1900
- Tomocyrba berniae Szüts & Scharff, 2009
- Tomocyrba decollata Simon, 1900
- Tomocyrba griswoldi Szüts & Scharff, 2009
- Tomocyrba thaleri Szüts & Scharff, 2009
- Tomocyrba ubicki Szüts & Scharff, 2009

## Tomomingi
Tomomingi Szüts & Scharff, 2009
- Tomomingi holmi (Prószyński & Żabka, 1983)
- Tomomingi keinoi (Prószyński & Żabka, 1983)
- Tomomingi kikuyu (Prószyński & Żabka, 1983)
- Tomomingi nywele Szüts & Scharff, 2009
- Tomomingi silvae Szüts & Scharff, 2009
- Tomomingi sjostedti (Lessert, 1925)
- Tomomingi wastani Szüts & Scharff, 2009

## Toticoryx
Toticoryx Rollard & Wesolowska, 2002
- Toticoryx exilis Rollard & Wesolowska, 2002

## Trite
Trite Simon, 1885
- Trite albopilosa (Keyserling, 1883)
- Trite auricoma (Urquhart, 1886)
- Trite concinna Rainbow, 1920
- Trite gracilipalpis Berland, 1929
- Trite herbigrada (Urquhart, 1889)
- Trite ignipilosa Berland, 1924
- Trite lineata Simon, 1885
- Trite longipalpis Marples, 1955
- Trite longula (Thorell, 1881)
- Trite mustilina (Powell, 1873)
- Trite ornata Rainbow, 1915
- Trite parvula (Bryant, 1935)
- Trite pennata Simon, 1885
- Trite planiceps Simon, 1899
- Trite ponapensis Berry, Beatty & Prószyński, 1997
- Trite rapaensis Berland, 1942
- Trite urvillei (Dalmas, 1917)
- Trite vulpecula (Thorell, 1881)

## Trydarssus
Trydarssus Galiano, 1995
- Trydarssus nobilitatus (Nicolet, 1849)
- Trydarssus pantherinus (Mello-Leitão, 1946)

## Tullgrenella
Tullgrenella Mello-Leitão, 1941
- Tullgrenella corrugata Galiano, 1981
- Tullgrenella didelphis (Simon, 1886)
- Tullgrenella gertschi Galiano, 1981
- Tullgrenella guayapae Galiano, 1970
- Tullgrenella lunata (Mello-Leitão, 1944)
- Tullgrenella melanica (Mello-Leitão, 1941)
- Tullgrenella morenensis (Tullgren, 1905)
- Tullgrenella musica (Mello-Leitão, 1945)
- Tullgrenella peniaflorensis Galiano, 1970
- Tullgrenella quadripunctata (Mello-Leitão, 1944)
- Tullgrenella selenita Galiano, 1970
- Tullgrenella serrana Galiano, 1970
- Tullgrenella yungae Galiano, 1970

## Tulpius
Tulpius Peckham & Peckham, 1896
- Tulpius gauchus Bauab & Soares, 1983
- Tulpius hilarus Peckham & Peckham, 1896

## Tusitala
Tusitala Peckham & Peckham, 1902
- Tusitala barbata Peckham & Peckham, 1902
  - Tusitala barbata longipalpis Lessert, 1925
- Tusitala discibulba Caporiacco, 1941
- Tusitala guineensis Berland & Millot, 1941
- Tusitala hirsuta Peckham & Peckham, 1902
- Tusitala lutzi Lessert, 1927
- Tusitala lyrata (Simon, 1903)
- Tusitala proxima Wesolowska & Russell-Smith, 2000
- Tusitala unica Wesolowska & Russell-Smith, 2000
- Tusitala yemenica Wesolowska & van Harten, 1994

## Tutelina
Tutelina Simon, 1901
- Tutelina elegans (Hentz, 1846)
- Tutelina formicaria (Emerton, 1891)
- Tutelina harti (Peckham, 1891)
- Tutelina purpurina Mello-Leitão, 1948
- Tutelina rosenbergi Simon, 1901
- Tutelina similis (Banks, 1895)

## Tuvaphantes
Tuvaphantes Logunov, 1993
- Tuvaphantes arat Logunov, 1993
- Tuvaphantes insolitus (Logunov, 1991)

## Tylogonus
Tylogonus Simon, 1902
- Tylogonus auricapillus Simon, 1902
- Tylogonus chiriqui Galiano, 1994
- Tylogonus miles Simon, 1903
- Tylogonus parabolicus Galiano, 1985
- Tylogonus pichincha Galiano, 1985
- Tylogonus prasinus Simon, 1902
- Tylogonus putumayo Galiano, 1985
- Tylogonus vachoni Galiano, 1960
- Tylogonus viridimicans (Simon, 1901)

## Udalmella
Udalmella Galiano, 1994
- Udalmella gamboa Galiano, 1994

## Udvardya
Udvardya Prószyński, 1992
- Udvardya elegans (Szombathy, 1915)

## Ugandinella
Ugandinella Wesolowska, 2006
- Ugandinella formicula Wesolowska, 2006

## Uluella
Uluella Chickering, 1946
- Uluella formosa Chickering, 1946

## Uroballus
Uroballus Simon, 1902
- Uroballus henicurus Simon, 1902
- Uroballus octovittatus Simon, 1902
- Uroballus peckhami Żabka, 1985

## Urogelides
Urogelides Żabka, 2009
- Urogelides daviesae Żabka, 2009

## Uxuma
Uxuma Simon, 1902
- Uxuma impudica Simon, 1902

## Vailimia
Vailimia Kammerer, 2006
- Vailimia longitibia Guo, Zhang & Zhu, 2011
- Vailimia masinei (Peckham & Peckham, 1907)

## Vatovia
Vatovia Caporiacco, 1940
- Vatovia albosignata Caporiacco, 1940

## Veissella
Veissella Wanless, 1984
- Veissella durbani (Peckham & Peckham, 1903)
- Veissella milloti Logunov & Azarkina, 2008

## Viciria
Viciria Thorell, 1877
- Viciria alba Peckham & Peckham, 1903
- Viciria albocincta Thorell, 1899
- Viciria albolimbata Simon, 1885
- Viciria arrogans Peckham & Peckham, 1907
- Viciria chabanaudi Fage, 1923
- Viciria chrysophaea Simon, 1903
- Viciria concolor Peckham & Peckham, 1907
- Viciria detrita Strand, 1922
- Viciria diademata Simon, 1902
- Viciria diatreta Simon, 1902
- Viciria epileuca Simon, 1903
- Viciria equestris Simon, 1903
  - Viciria equestris pallida Berland & Millot, 1941
- Viciria flavipes Peckham & Peckham, 1903
- Viciria flavolimbata Simon, 1910
- Viciria longiuscula Thorell, 1899
- Viciria lucida Peckham & Peckham, 1907
- Viciria minima Reimoser, 1934
- Viciria miranda Peckham & Peckham, 1907
- Viciria moesta Peckham & Peckham, 1907
- Viciria mondoni Berland & Millot, 1941
- Viciria monodi Berland & Millot, 1941
- Viciria niveimana Simon, 1902
- Viciria pallens Thorell, 1877
- Viciria paludosa Peckham & Peckham, 1907
- Viciria pavesii Thorell, 1877
- Viciria peckhamorum Lessert, 1927
- Viciria petulans Peckham & Peckham, 1907
- Viciria polysticta Simon, 1902
- Viciria praemandibularis (Hasselt, 1893)
- Viciria prenanti Berland & Millot, 1941
- Viciria rhinoceros Hasselt, 1894
- Viciria scintillans Simon, 1910
- Viciria semicoccinea Simon, 1902
- Viciria tergina Simon, 1903
- Viciria thoracica Thorell, 1899

## Vinnius
Vinnius Simon, 1902
- Vinnius buzius Braul & Lise, 2002
- Vinnius camacan Braul & Lise, 2002
- Vinnius subfasciatus (C. L. Koch, 1846)
- Vinnius uncatus Simon, 1902

## Viroqua
Viroqua Peckham & Peckham, 1901
- Viroqua ultima (L. Koch, 1881)

## Wallaba
Wallaba Mello-Leitão, 1940
- Wallaba albopalpis (Peckham & Peckham, 1901)
- Wallaba decora Bryant, 1943
- Wallaba metallica Mello-Leitão, 1940

## Wanlessia
Wanlessia Wijesinghe, 1992
- Wanlessia denticulata Peng, Tso & Li, 2002
- Wanlessia sedgwicki Wijesinghe, 1992

## Wedoquella
Wedoquella Galiano, 1984
- Wedoquella denticulata Galiano, 1984
- Wedoquella macrothecata Galiano, 1984
- Wedoquella punctata (Tullgren, 1905)

## Wesolowskana
Wesolowskana Koçak & Kemal, 2008
- Wesolowskana lymphatica (Wesolowska, 1989)
- Wesolowskana marginella (Simon, 1883)

## Xenocytaea
Xenocytaea Berry, Beatty & Prószyński, 1998
- Xenocytaea anomala Berry, Beatty & Prószyński, 1998
- Xenocytaea daviesae Berry, Beatty & Prószyński, 1998
- Xenocytaea maddisoni Berry, Beatty & Prószyński, 1998
- Xenocytaea stanislawi Patoleta, 2011
- Xenocytaea taveuniensis Patoleta, 2011
- Xenocytaea triramosa Berry, Beatty & Prószyński, 1998
- Xenocytaea victoriensis Patoleta, 2011
- Xenocytaea vonavonensis Patoleta, 2011
- Xenocytaea zabkai Berry, Beatty & Prószyński, 1998

## Xuriella
Xuriella Wesolowska & Russell-Smith, 2000
- Xuriella marmorea Wesolowska & van Harten, 2007
- Xuriella prima Wesolowska & Russell-Smith, 2000

## Yacuitella
Yacuitella Galiano, 1999
- Yacuitella nana Galiano, 1999

## Yaginumaella
Yaginumaella Prószyński, 1979
- Yaginumaella badongensis Song & Chai, 1992
- Yaginumaella bhutanica Żabka, 1981
- Yaginumaella bilaguncula Xie & Peng, 1995
- Yaginumaella bulbosa Peng, Tang & Li, 2008
- Yaginumaella cambridgei Żabka, 1981
- Yaginumaella falcata Zhu et al., 2005
- Yaginumaella flexa Song & Chai, 1992
- Yaginumaella gogonaica Żabka, 1981
- Yaginumaella helvetorum Żabka, 1981
- Yaginumaella hybrida Żabka, 1981
- Yaginumaella hyogoensis Bohdanowicz & Prószyński, 1987
- Yaginumaella incognita Żabka, 1981
- Yaginumaella intermedia Żabka, 1981
- Yaginumaella lobata Peng, Tso & Li, 2002
- Yaginumaella longnanensis Yang, Tang & Kim, 1997
- Yaginumaella lushiensis Zhang & Zhu, 2007
- Yaginumaella medvedevi Prószyński, 1979
- Yaginumaella montana Żabka, 1981
- Yaginumaella nanyuensis Xie & Peng, 1995
- Yaginumaella nepalica Żabka, 1980
- Yaginumaella nobilis Żabka, 1981
- Yaginumaella nova Żabka, 1981
- Yaginumaella orientalis Żabka, 1981
- Yaginumaella originalis Żabka, 1981
- Yaginumaella pilosa Żabka, 1981
- Yaginumaella senchalensis Prószyński, 1992
- Yaginumaella silvatica Żabka, 1981
- Yaginumaella simoni Żabka, 1981
- Yaginumaella stemmleri Żabka, 1981
- Yaginumaella strandi Żabka, 1981
- Yaginumaella striatipes (Grube, 1861)
- Yaginumaella supina Żabka, 1981
- Yaginumaella tenella Żabka, 1981
- Yaginumaella tenzingi Żabka, 1980
- Yaginumaella thakkholaica Żabka, 1980
- Yaginumaella thimphuica Żabka, 1981
- Yaginumaella urbanii Żabka, 1981
- Yaginumaella variformis Song & Chai, 1992
- Yaginumaella versicolor Żabka, 1981
- Yaginumaella wangdica Żabka, 1981
- Yaginumaella wuermli Żabka, 1981

## Yaginumanis
Yaginumanis Wanless, 1984
- Yaginumanis cheni Peng & Li, 2002
- Yaginumanis sexdentatus (Yaginuma, 1967)
- Yaginumanis wanlessi Zhang & Li, 2005

## Yamangalea
Yamangalea Maddison, 2009
- Yamangalea frewana Maddison, 2009

## Yepoella
Yepoella Galiano, 1970
- Yepoella crassistylis Galiano, 1970

## Yllenus
Yllenus Simon, 1868
- Yllenus albifrons (Lucas, 1846)
- Yllenus albocinctus (Kroneberg, 1875)
- Yllenus algarvensis Logunov & Marusik, 2003
- Yllenus aralicus Logunov & Marusik, 2003
- Yllenus arenarius Menge, 1868
- Yllenus auriceps (Denis, 1966)
- Yllenus auspex (O. P.-Cambridge, 1885)
- Yllenus bactrianus Andreeva, 1976
- Yllenus bajan Prószyński, 1968
- Yllenus bakanas Logunov & Marusik, 2003
- Yllenus baltistanus Caporiacco, 1935
- Yllenus bator Prószyński, 1968
- Yllenus bucharensis Logunov & Marusik, 2003
- Yllenus caspicus Ponomarev, 1978
- Yllenus charynensis Logunov & Marusik, 2003
- Yllenus coreanus Prószyński, 1968
- Yllenus dalaensis Logunov & Marusik, 2003
- Yllenus desertus Wesolowska, 1991
- Yllenus dunini Logunov & Marusik, 2003
- Yllenus erzinensis Logunov & Marusik, 2003
- Yllenus flavociliatus Simon, 1895
- Yllenus gajdosi Logunov & Marusik, 2000
- Yllenus gavdos Logunov & Marusik, 2003
- Yllenus gregoryi Logunov, 2010
- Yllenus guseinovi Logunov & Marusik, 2003
- Yllenus halugim Logunov & Marusik, 2003
- Yllenus hamifer Simon, 1895
- Yllenus horvathi Chyzer, 1891
- Yllenus improcerus Wesolowska & van Harten, 1994
- Yllenus kalkamanicus Logunov & Marusik, 2000
- Yllenus karakumensis Logunov & Marusik, 2003
- Yllenus karnai Logunov & Marusik, 2003
- Yllenus knappi Wesolowska & van Harten, 1994
- Yllenus kononenkoi Logunov & Marusik, 2003
- Yllenus kotchevnik Logunov & Marusik, 2003
- Yllenus kulczynskii Punda, 1975
- Yllenus logunovi Wesolowska & van Harten, 2010
- Yllenus lyachovi Logunov & Marusik, 2000
- Yllenus maoniuensis (Liu, Wang & Peng, 1991)
- Yllenus marusiki Logunov, 1993
- Yllenus mirabilis Logunov & Marusik, 2003
- Yllenus mirandus Wesolowska, 1996
- Yllenus mongolicus Prószyński, 1968
- Yllenus murgabicus Logunov & Marusik, 2003
- Yllenus namulinensis Hu, 2001
- Yllenus nigritarsis Logunov & Marusik, 2003
- Yllenus nurataus Logunov & Marusik, 2003
- Yllenus pamiricus Logunov & Marusik, 2003
- Yllenus pavlenkoae Logunov & Marusik, 2003
- Yllenus pseudobajan Logunov & Marusik, 2003
- Yllenus pseudovalidus Logunov & Marusik, 2003
- Yllenus ranunculus Thorell, 1875
- Yllenus robustior Prószyński, 1968
- Yllenus rotundiorificus Logunov & Marusik, 2000
- Yllenus saliens O. P.-Cambridge, 1876
- Yllenus salsicola (Simon, 1937)
- Yllenus shakhsenem Logunov & Marusik, 2003
- Yllenus squamifer (Simon, 1881)
- Yllenus tamdybulak Logunov & Marusik, 2003
- Yllenus tschoni (Caporiacco, 1936)
- Yllenus turkestanicus Logunov & Marusik, 2003
- Yllenus tuvinicus Logunov & Marusik, 2000
- Yllenus uiguricus Logunov & Marusik, 2003
- Yllenus univittatus (Simon, 1871)
- Yllenus uzbekistanicus Logunov & Marusik, 2003
- Yllenus validus (Simon, 1889)
- Yllenus vittatus Thorell, 1875
- Yllenus zaraensis Logunov, 2009
- Yllenus zhilgaensis Logunov & Marusik, 2003
- Yllenus zyuzini Logunov & Marusik, 2003

## Yogetor
Yogetor Wesolowska & Russell-Smith, 2000
- Yogetor bellus Wesolowska & Russell-Smith, 2000
- Yogetor spiralis Wesolowska & Tomasiewicz, 2008

## Zebraplatys
Zebraplatys Żabka, 1992
- Zebraplatys bulbus Peng, Tso & Li, 2002
- Zebraplatys fractivittata (Simon, 1909)
- Zebraplatys harveyi Żabka, 1992
- Zebraplatys keyserlingi Żabka, 1992
- Zebraplatys quinquecingulata (Simon, 1909)

## Zenodorus
Zenodorus Peckham & Peckham, 1886
- Zenodorus albertisi (Thorell, 1881)
- Zenodorus arcipluvii (Peckham & Peckham, 1901)
- Zenodorus asper (Karsch, 1878)
- Zenodorus danae Hogg, 1915
- Zenodorus durvillei (Walckenaer, 1837)
- Zenodorus formosus (Rainbow, 1899)
- Zenodorus jucundus (Rainbow, 1912)
- Zenodorus juliae (Thorell, 1881)
- Zenodorus lepidus (Guérin, 1834)
- Zenodorus marginatus (Simon, 1902)
- Zenodorus metallescens (L. Koch, 1879)
- Zenodorus microphthalmus (L. Koch, 1881)
- Zenodorus niger (Karsch, 1878)
- Zenodorus obscurofemoratus (Keyserling, 1883)
- Zenodorus orbiculatus (Keyserling, 1881)
- Zenodorus ponapensis Berry, Beatty & Prószyński, 1996
- Zenodorus pupulus (Thorell, 1881)
- Zenodorus pusillus (Strand, 1913)
- Zenodorus rhodopae Hogg, 1915
- Zenodorus syrinx Hogg, 1915
- Zenodorus variatus Pocock, 1899
- Zenodorus varicans (Thorell, 1881)
- Zenodorus wangillus Strand, 1911

## Zeuxippus
Zeuxippus Thorell, 1891
- Zeuxippus atellanus Thorell, 1895
- Zeuxippus histrio Thorell, 1891
- Zeuxippus pallidus Thorell, 1895
- Zeuxippus yunnanensis Peng & Xie, 1995

## Zulunigma
Zulunigma Wesolowska & Cumming, 2011
- Zulunigma incognita (Wesolowska & Haddad, 2009)

## Zuniga
Zuniga Peckham & Peckham, 1892
- Zuniga laeta (Peckham & Peckham, 1892)
- Zuniga magna Peckham & Peckham, 1892

## Zygoballus
Zygoballus Peckham & Peckham, 1885
- Zygoballus amrishi Makhan, 2005
- Zygoballus aschnae Makhan, 2005
- Zygoballus concolor Bryant, 1940
- Zygoballus electus Chickering, 1946
- Zygoballus gracilipes Crane, 1945
- Zygoballus incertus (Banks, 1929)
- Zygoballus iridescens Banks, 1895
- Zygoballus lineatus (Mello-Leitão, 1944)
- Zygoballus maculatipes Petrunkevitch, 1925
- Zygoballus maculatus F. O. P.-Cambridge, 1901
- Zygoballus melloleitaoi Galiano, 1980
- Zygoballus minutus Peckham & Peckham, 1896
- Zygoballus nervosus (Peckham & Peckham, 1888)
- Zygoballus optatus Chickering, 1946
- Zygoballus remotus Peckham & Peckham, 1896
- Zygoballus rishwani Makhan, 2005
- Zygoballus rufipes Peckham & Peckham, 1885
- Zygoballus sexpunctatus (Hentz, 1845)
- Zygoballus suavis Peckham & Peckham, 1895
- Zygoballus tibialis F. O. P.-Cambridge, 1901